# Techniques de Dragon Ball
 (mai 2024).
Cet article présente la liste alphabétique des techniques de Dragon Ball.
Les noms listés sont dans la mesure du possible les noms originaux tirés de la nouvelle édition du manga en cours qui sert de référence globale à l'univers de Dragon Ball, ou sinon les noms originaux (en japonais) des techniques.
- Haut – A
- B
- C
- D
- E
- F
- G
- H
- I
- J
- K
- L
- M
- N
- O
- P
- Q
- R
- S
- T
- U
- V
- W
- X
- Y
- Z

## A

### Agrandissement
L’agrandissement (超巨身術, Chō kyōshinjitsu) est une capacité possédée par les Nameks et Cell qui leur permet de changer de taille à leur guise. Elle est très impressionnante et permet d'avoir une meilleure allonge, mais elle n'augmente pas la puissance de son utilisateur.

### Aibīmu
Aibīmu (アイビーム, Eye Beam, littéralement « Rayon oculaire ») est un pouvoir maîtrisé par Ten Shin Han, Piccolo Daimao, Piccolo, le Tout-Puissant, Freezer, Nail, le roi Cold, C-19, C-20 et Cell. Il permet de concentrer de l'énergie dans les yeux puis de la libérer à travers les pupilles sous forme de rayons.

### Akumaito kōsen
Akumaito kōsen (アクマイト光線, Akumaito kōsen, littéralement « Rayon diabolique ») est une technique utilisée par Diableman. Son utilisateur est capable de détecter toute trace de mal dans son adversaire aussi infime soit-elle et de l'amplifier afin que le mal le submerge et le fasse exploser. Cette attaque est inefficace sur des adversaires au cœur pur.

### Amenbo no jutsu
Amenbo no jutsu (アメンボの術, Amenbo no jutsu, littéralement « Technique de l'araignée d’eau ») est utilisée par le sergent Murasaki. Elle lui permet de marcher sur l'eau grâce à des flotteurs et donc de traverser une étendue d'eau très rapidement.

### Aralé Kick
Aralé Kick (アラレ キック, Arare Kikku, littéralement « Coup de pied Aralé ») est une technique utilisée par Aralé, personnage de Dr Slump. Elle donne un coup de pied violent sur le commandant Blue alors qu'il est sur le point de tuer Son Goku avec un arbre.

### Attaque du sanglier
L’attaque du sanglier (イノシシアタック, Inoshishi atakku) est une technique de Goku. Elle consiste à foncer tête baissée sur l'adversaire comme le ferait un sanglier qui charge. Son Goku utilisa cette technique lors de son combat contre le démon Piccolo, et réussit à transpercer son torse. Son Gohan usa aussi de cette technique lors d'un accès de rage contre Raditz, ce qui eut pour effet de fortement abîmer son armure, alors qu'il n'avait encore reçu aucun entraînement.

### Ayatsuri no majutsu
Ayatsuri no majutsu (操りの魔術, Ayatsuri no majutsu, littéralement « Ensorcellement ») est un sort de Babidi. Il lui permet de prendre le contrôle de l'esprit d'une personne ayant du vice en elle. Les personnes contrôlées portent la marque « M » sur le front. S'il le souhaite, Babidi peut en profiter pour augmenter la puissance de ses victimes. Cependant Vegeta qui en a subi le contrôle a été assez fort pour refuser les ordres de Babidi même en étant sous son emprise.

## B

### Bakuhatsuha

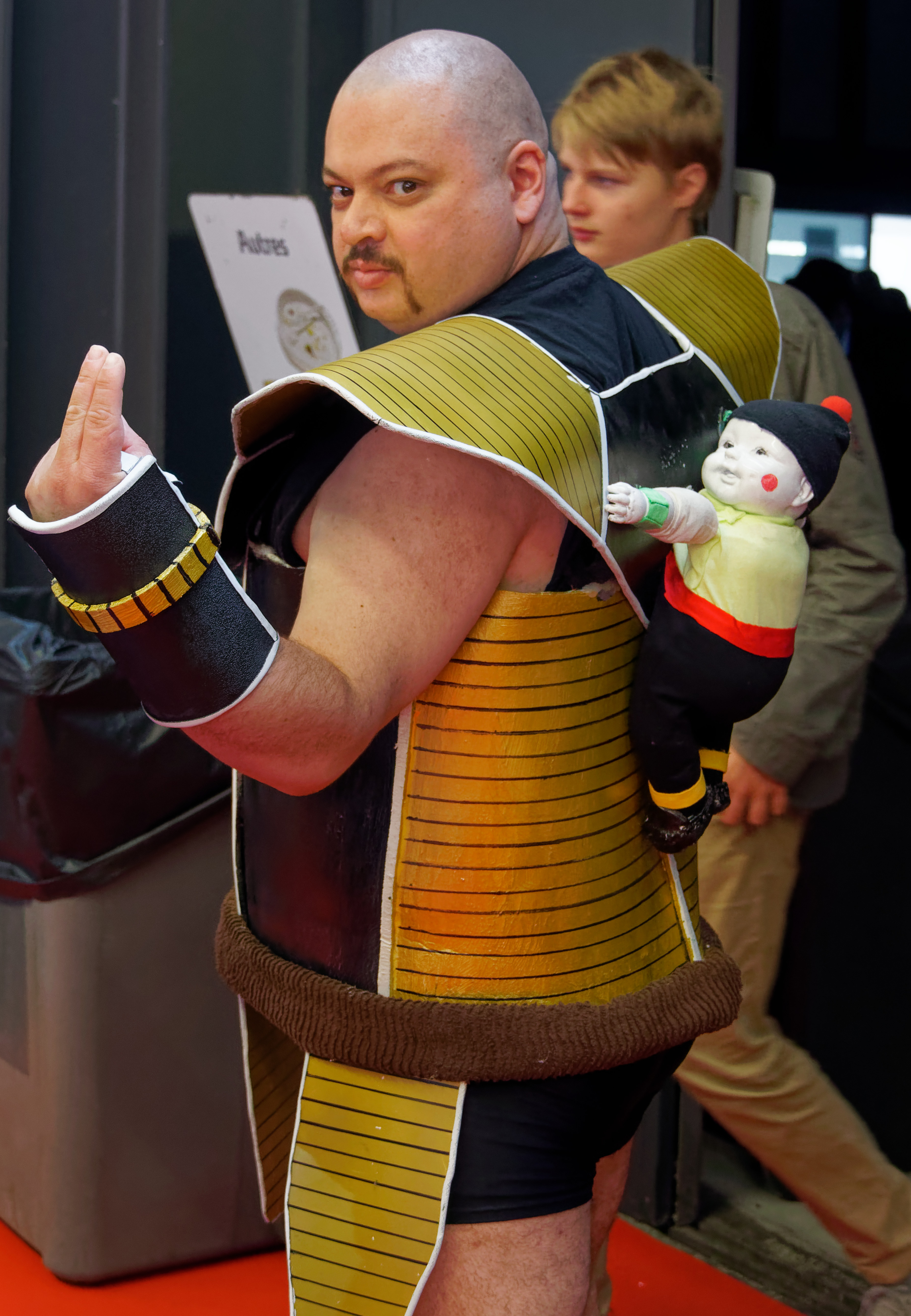
Cosplay de Nappa mimant le Bakuhatsuha, à la Made in Asia 2018, à Bruxelles.

Bakuhatsuha (爆発波, littéralement « Vague d'explosion ») est une technique utilisée par Nappa. Elle consiste, en un vif mouvement de la main vers le haut avec le majeur et l’index tendus, à produire une vague d'énergie ascendante et destructrice autour de l'utilisateur. Cette attaque est assez puissante pour raser une grande ville (elle est visible depuis l'espace).

### Bankoku bikkuri sho
Bankoku bikkuri sho (萬國驚天掌, Bankoku bikkuri shō, littéralement « Les paumes de main qui surprendront le monde entier ») est une technique utilisée par Kamé Sennin. Elle consiste à projeter un faisceau d'électricité qui paralyse l'adversaire en lui faisant subir des électrochocs.
Le nom de cette technique signifie Les paumes de main qui surprendront le monde entier mais c'est également un jeu de mots puisque ce nom sonne comme celui d'une émission télévisée japonaise Bankoku bikkuri show (Le spectacle qui surprendra le monde entier) diffusée dans les années 1960 et 1970.

### Big Bang Attack

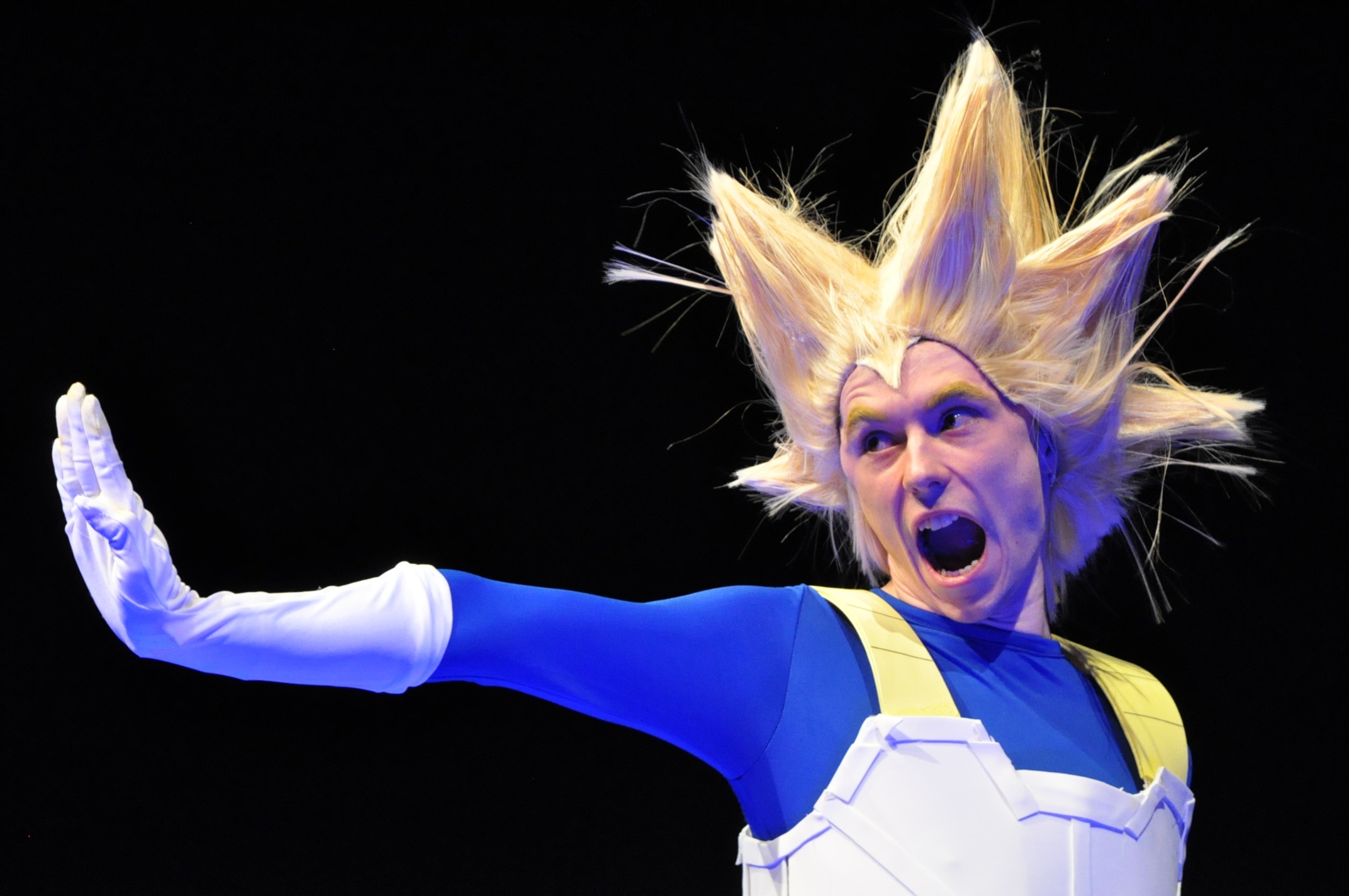
Cosplay de Vegeta en Super Saiyan mimant la Big Bang Attack, au MCM Comic Con London 2013.

La Big Bang Attack (ビッグバンアタック, Bigguban atakku, littéralement « Attaque Big Bang ») est une technique propre à Vegeta. Pour cette attaque, Vegeta n'utilise qu'un seul bras avec la main ouverte, les doigts vers le haut et la paume vers l'avant, puis envoie une boule d'énergie extrêmement concentrée.

### Big Bang Crash
Le Big Bang Crash est une technique de Cell en deuxième forme. Cette attaque est similaire au Big Bang Attack de Vegeta du fait que Cell possède ses cellules, seule la couleur diffère en étant rouge au lieu de bleue. Cell l'a utilisé pour détruire des îles et sur C-18 et Krilin uniquement dans l'animé. Le nom de cette attaque n'est pas mentionné mais a été inventé et officialisé par le jeu vidéo Dragon Ball Z: Budokai Tenkaichi 3.

### Big Bang Kamé Hamé Ha
Big Bang Kamé Hamé Ha (ビッグバンかめはめ波, Bigguban kame hame-ha, littéralement « Big Bang: Vague destructrice de la tortue ») est une technique utilisée par Gogéta en Super Saiyan 4, ce dernier issu de la fusion entre Son Goku et Végéta. C'est une sorte de mélange du Kamé Hamé Ha avec le Big Bang Attack. Pour réaliser cette technique, Gogéta met ses bras en avant, créer un Big Bang Attack devant ses mains, et projette un Kamé Hamé Ha surpuissant.

### Buku jutsu
Le Buku jutsu (舞空術, Bukū jutsu, littéralement « Danse de l’air ») est une technique qui permet de voler et de flotter dans les airs. Elle provient de l'école Tsuru Sennin. À partir de la seconde partie du manga, la totalité de personnages principaux la maîtrise.

### Burning Attack
Burning Attack (バーニングアタック, Bāningu atakku, littéralement « Attaque brûlante ») est une technique de Trunks du futur. Il effectue plusieurs mouvements rapides des bras et des mains avant d'étirer ses bras vers l'avant, de former un losange en rejoignant ses pouces et index, puis tire une boule d'énergie sur son adversaire.

## C

### Change
Change (ボディチェンジ, Bodi chenji, littéralement « Changement de corps ») est un pouvoir utilisé par Ginyû. Il permet d'intervertir les esprits entre deux corps par l'intermédiaire d'une sorte de rayon violet.
Cette technique a montré ses limites dans la mesure où pour déployer la vraie puissance d'un corps, l'esprit doit être en harmonie avec ce dernier. Elle reste néanmoins très efficace contre les guerriers qui utilise leur force sans la limiter, qui représentent la très grande majorité des combattants (le contrôle du Ki étant une capacité très rare dans l'univers de Dragon Ball).

### Chō bakuretsu ma-ha
Chō bakuretsu ma-ha (超爆裂魔波, Chō bakuretsu ma-ha, littéralement « Onde de déflagration démoniaque ») est une technique maîtrisée par Piccolo, Vegeta, Freezer, le roi Cold, Cell et Boo. Elle provoque une explosion autour de son utilisateur. Plus l'explosion est puissante, plus elle épuise celui qui l'utilise.

### Croix céleste
La technique de la croix céleste (天空×字拳, Tenkū peke-ji ken, littéralement « Technique de la croix céleste ») est une technique de Nam. Elle consiste à s'envoler dans les airs puis à retomber au sol, les bras croisés en forme de X, afin de frapper l'ennemi au niveau de la gorge.
Une variante, la technique ultra de la croix céleste (Chō tenkū peke-ji ken, littéralement « Technique suprême de la croix céleste ») ou saut de l'ange, est identique à la version originale mais l'utilisateur s'envole encore plus haut dans les airs pour rendre son attaque plus puissante.

### Crush Cannon
Crush Cannon (, littéralement « Canon broyant ») est une technique utilisée par Caulifla.

### Crusher Ball
Crusher Ball (クラッシャーボール, Kurasshā bōru, littéralement « Boule d'énergie dévoratrice ») est une technique de Jeese. Il forme une boule d'énergie rouge, puis la lance tel un service de Volley Ball sur son adversaire.

## D

### Death Ball

Schéma d'exécution de la Death Ball.

La Death Ball (デスボール, Desu bōru, littéralement « Boule de la mort »), est utilisée par Freezer pour détruire la planète Namek. Lors de cette attaque, il concentre de l'énergie entre ses deux mains tendues au-dessus de sa tête et baisse les bras rapidement vers le bas pour projeter son attaque en direction du sol pour atteindre le noyau de la planète.

### Dodonpa

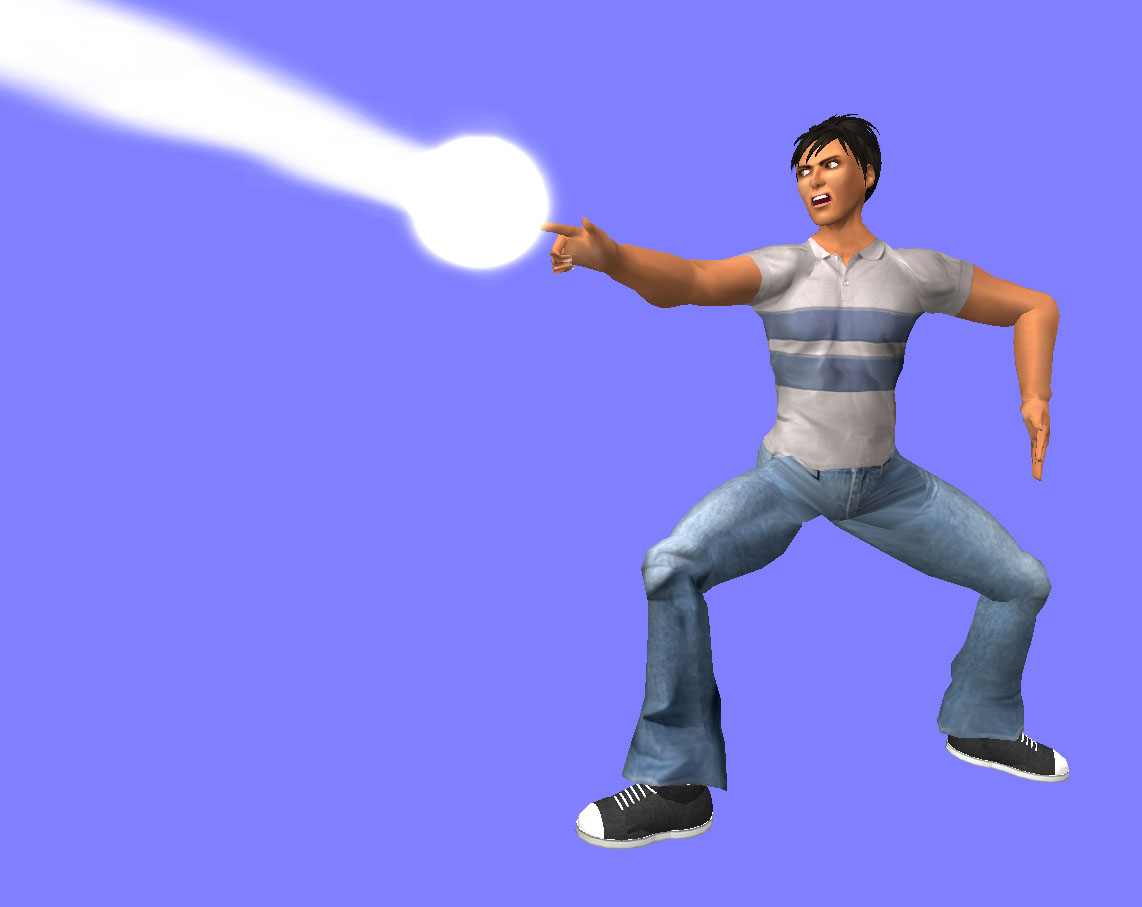
Schéma d'exécution du Dondonpa.

Le Dodonpa (どどん波, Dodōn pā, littéralement « Rayon explosif ») est une technique utilisée par Tao Pai Pai, Tsuru Sennin, Ten Shin Han et Chaozu. Elle consiste à lancer un fin Kikoha du bout du doigt qui prend la forme d'un rayon qui explose au contact de l'adversaire.

### Dynamite Kick
Dynamite Kick (ダイナマイトキック, Dainamaito kikku, littéralement « Coup de pied dynamite ») est une des nombreuses techniques de Gotenks utilisée contre Boo.

## E

### Enerugī kyūshū
Enerugī kyūshū (エネルギー吸収, Enerugī kyūshū, littéralement « Absorbeur d’énergie ») est une capacité possédée par Super C-17, C-19 et C-20 qui leur permet d'absorber l'énergie de l'adversaire à partir d'un mécanisme situé dans chaque paume de leurs mains. L'énergie peut être absorbée directement en apposant la main sur l'adversaire ou en absorbant ses Kikoha.

### Enerugi shuto
Enerugi shuto (エネルギー手刀, Enerugī shutō, littéralement « Rayon tranchant »), est une technique à base de ki utilisée par Vegetto et Zamasu qui permet d'accumuler de l'énergie dans sa main afin de rendre celle-ci aussi tranchante qu'une épée.

### Enerugi dan
Enerugi dan (Enerugī dan, littéralement « Force d'énergie ») est une technique de Gohan qu'il utilisa contre Garlic Junior qui, lorsque celui-ci s'en prit à Goku, ayant peur pour son père, fit une explosion d'énergie qui repoussa l'attaque de Garlic Junior et la retourna contre lui en l'envoyant dans une autre dimension.

### Enerugī hō
Enerugī hō (Enerugī hō, littéralement « Canon d'énergie ») est utilisé par Janemba. Grâce à ses orifices situés sur son ventre, il peut les utiliser pour jeter des boules d'énergies.

## F

### Final Flash

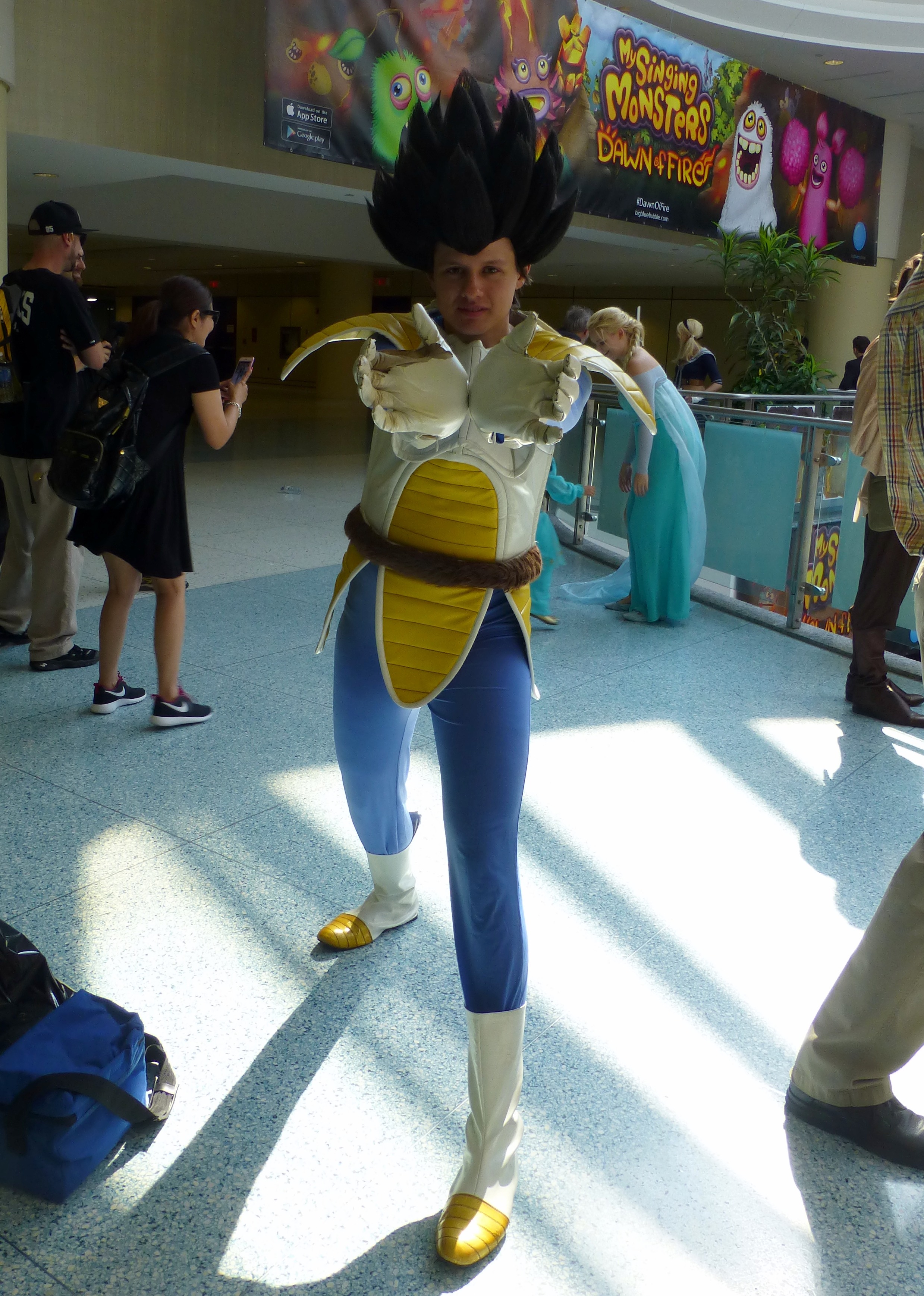
Cosplay de Vegeta mimant le Final Flash, à la Fan Expo Canada 2015, à Toronto.

Le Final Flash (ファイナルフラッシュ, Fainaru furasshu, littéralement « Final Flash ») est une technique de Vegeta. Pour cette attaque, il doit augmenter sa puissance au maximum et rassembler le plus d'énergie possible. Il écarte d'ailleurs les bras et les jambes afin de la libérer plus facilement. Toute l'énergie est ensuite concentrée dans les mains, qu'il tend en avant dans la seconde partie de sa préparation en formant un bol, puis projetée sur l'adversaire.
Cette attaque nécessite quelques secondes afin que son effet soit maximum. Elle se présente sous la forme d'un très long Kikoha extrêmement concentré.

### Final Kamehameha
Le Final Kamehameha (, littéralement « Vague destructrice finale de la tortue ») est une attaque de Vegetto. Elle est un mélange du Final Flash et du Kamé Hamé Ha. Elle consiste à créer une boule d'énergie façon Final Flash, et ajouter un Kamé Hamé Ha à la technique.

### Final Impact
Le Final Impact (ファイナルインパクト, littéralement « Impact final ») est une technique de Vegeta après avoir accepté le sort de Babidi. Il consiste à envoyer un Kikoha de forme allongée très puissant, qui perfore le corps de l'adversaire sans exploser. Cette technique se pratique avec trois doigts et nécessite un léger temps d'accumulation d'énergie (pendant lequel l'aura de Vegeta « gonfle »).

### Final Shine Attack
Final Shine Attack (ファイナルシャインアタック, littéralement « Radiation finale ») est la nouvelle attaque de Vegeta contre Super C-17. Vegeta forme une boule d'énergie verte dans sa main droite et envoie son impressionnant rayon contre le cyborg mais malheureusement ne fait aucun dégâts. Il a inventé sa technique durant ses années d'entrainement avant la saga Super C-17 de Dragon Ball GT.

### Fusion

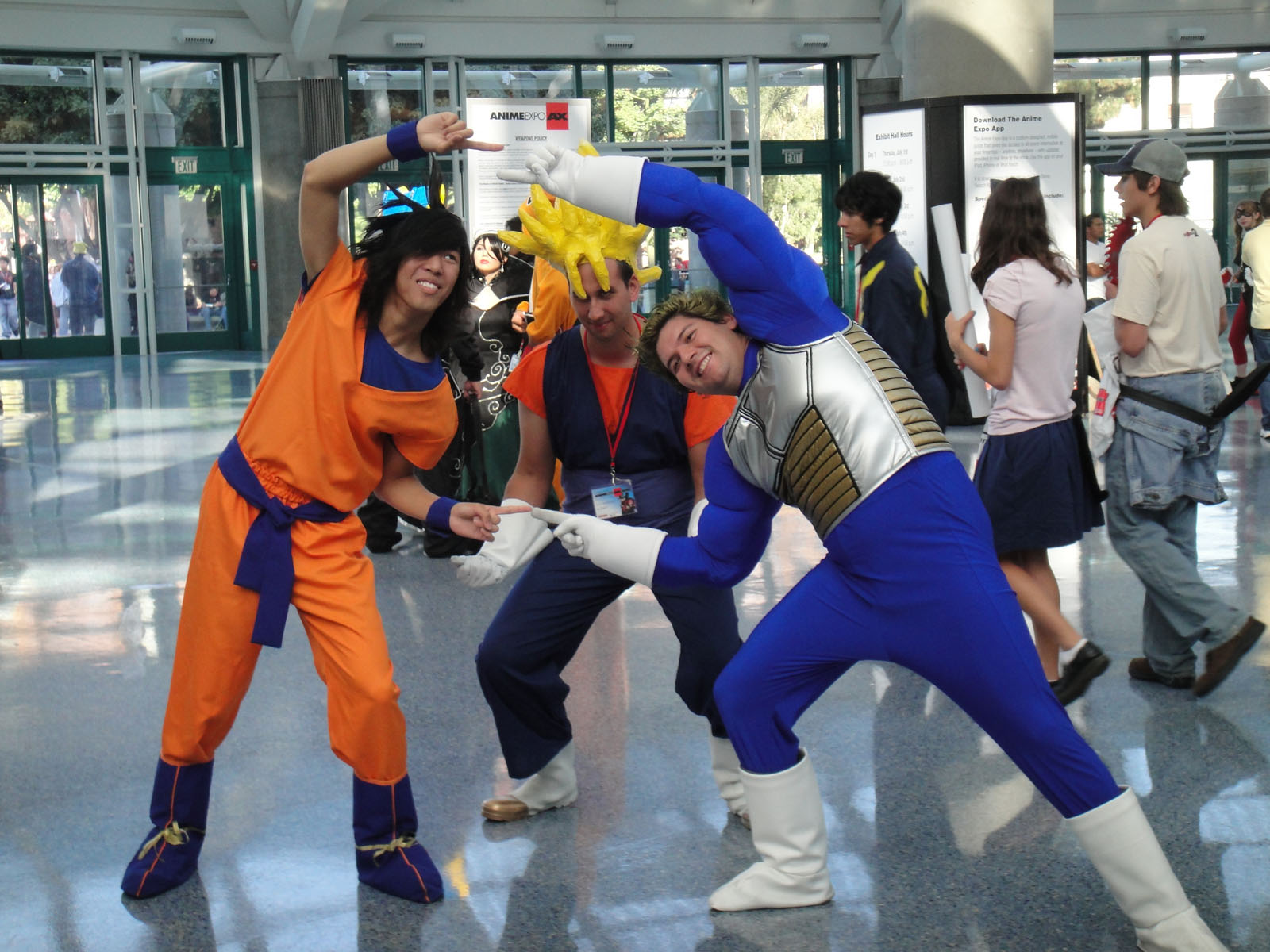
Cosplay de Son Goku et de Vegeta faisant la danse de la fusion, à l'Anime Expo 2010, à Los Angeles.

La fusion désigne l'union de deux êtres pour n'en former qu'un seul. L'intérêt principal de cette technique est de pouvoir former un être extrêmement plus puissant que les deux personnes dont il est issu. Il existe plusieurs types de fusions.

## G

### Galactica Doughnut
Le Galactica Doughnut (ギャラクティカドーナツ, Gyarakutika dōnatsu, littéralement « Donuts galactiques ») est une des nombreuses techniques de Gotenks utilisée contre Boo. Il consiste à créer un ou plusieurs Kikoha ayant la forme d'anneaux dont Gotenks peut faire varier le diamètre. En les resserrant sur l'adversaire, il est alors possible de l'immobiliser.

### Garrick Cannon

Schéma d'exécution du Garrick Cannon.

Le Garrick Cannon (ギャリック砲, Gyarikku-hō, littéralement « Canon Garric »), ou Garlick Gun, est une technique de Vegeta. Elle consiste à lancer un grand et puissant Kikoha (technique proche du Kamé Hamé Ha). Elle nécessite un léger temps d'accumulation pour un effet maximum, durant lequel Vegeta joint ses mains l'une derrière l'autre en gardant les bras sur le côté. Dans Dragon Ball Super, Cabba maîtrise également cette technique à la grande surprise de Vegeta.
Variante
Bien que la technique en elle-même reste la même, Vegeta et Trunks du futur utilisent un Garrick Cannon combiné face à Zamasu et Black Goku fusionnés, ce qui peut rappeler le Kamé Hamé Ha père et fils de Son Goku, Son Gohan et Son Goten face à Broly.
À propos du nom
Garrick vient du mot anglais Garlic qui signifie Ail.

### Gekiretsu kōdan
Gekiretsu kōdan (激裂光弾, Gekiretsu kōdan, littéralement « Grenade lumière ») est une technique de Piccolo lorsqu'il fusionne avec le Tout-Puissant. Il joint ses deux mains devant lui, monte sa puissance au maximum, puis envoie un Kikoha explosif et dévastateur sur son adversaire.

### Genki Dama

Schéma d'exécution du Genki Dama.

Le Genki Dama (元気玉, Genki-dama, littéralement « Orbe d’énergie ») également appelée " Force universelle" est une technique de Maître Kaio (le Kaio du Nord), qu'il a apprise à Son Goku. Elle consiste au début à rassembler une partie de l’énergie vitale des êtres vivants (animaux et végétaux), des planètes et des étoiles proches, et à la concentrer en une boule. Cette technique est tout d'abord utilisée sur la petite planète du Kaio du Nord par Sangoku lors de son entraînement dans l'autre monde. En effet le Kaio du nord ne l'a jamais maîtrisé totalement. Puis sur Terre contre Vegeta par Sangohan. Et enfin sur Namek contre Freezer par Sangoku. La force universelle dépend alors de la gravité (faible sur la petite planète du kaio du nord et forte sur la Terre). Lors de l'arc Boo il est aussi possible d'absorber une partie beaucoup plus grande de l'énergie des êtres vivants (humains), ceux-ci s'en retrouvent alors essoufflés et vidés de leur force. Mais il faut pour cela qu'ils consentent à donner leur énergie en tendant les bras vers le ciel.
L’inconvénient majeur de cette technique est la longueur relative du temps d'accumulation de l'énergie vitale. Durant cet instant, l'utilisateur est extrêmement vulnérable car une grande concentration est nécessaire sous peine de perdre la boule d’énergie, l'obligeant à rester immobile et à tendre les bras vers la boule située au-dessus de lui. Plus celui-ci attend longtemps pour lancer la boule et plus celle-ci grossit et devient puissante.
La taille du Genki Dama dépend de la quantité d’énergie accumulée. En général, l'énergie tient dans la main ou la boule est de petite taille. À peine 10 secondes suffisent pour récolter l'énergie. Mais lorsque Son Goku l'utilise contre des adversaires exceptionnellement puissants, la boule est beaucoup plus puissante et impressionnante (plusieurs dizaines de mètres de diamètre), et le temps pour la former dure plusieurs minutes.
Quoique terriblement efficace, le gros défaut du Genki Dama en fait une technique de dernier recours, lorsque le combattant n’a lui-même plus la force de se battre ou qu'il est complètement dépassé par son adversaire. Selon Maître Kaio, sa puissance est telle qu’une erreur de manipulation pourrait également conduire à la destruction de la planète, d’où les réticences de celui-ci quant au fait que Son Goku l’utilise.
Le Genki Dama semble être aussi maîtrisée par Cell selon ses propres dires, bien qu'on ne l'ait jamais vu le pratiquer. Il est possible qu'il connaisse la méthode mais ne soit pas en mesure de se faire accorder l'énergie vitale car il n'a pas un cœur pur (condition a priori indispensable pour réussir la technique).

### Gomme tortillon
La gomme tortillon (グルグルガム, Gurugurugamu, littéralement « Guru-Guru Gum ») est la meilleure attaque de Guilan. Elle crée une sorte de mélasse violette qui s'enroule autour de l'ennemi et l'empêche de bouger. Mais il est possible de casser la gomme en utilisant beaucoup de force.

### Great Kick Special
Le Great Kick Special (グレートキックスペシアル, Gurēto kikku supeshiaru, littéralement « Coup de pied fatal ») est une des nombreuses attaques physiques de Gotenks à base de coups de pied.

## H

### Haikyuken
Haikyuken (排球拳, Haikyū-ken, littéralement « Technique du volley-ball ») est une technique de Ten Shin Han. L'attaque ressemble à un enchaînement de Volley Ball où l'utilisateur lance son adversaire dans les airs comme un ballon, pour ensuite le smasher et le faire s'écraser contre le sol.

### Hasshuken
Hasshuken (八手拳, Hasshūken, littéralement « Technique des huit mains ») est une technique spéciale du roi Chapa, copiée par Son Goku et Tambourine. L'utilisateur bouge les bras si vite qu'il donne l'impression d'en avoir huit. Tambourine, lui, bouge si vite les bras qu'il donne l'impression d'en avoir seize. C'est avec cette technique qu'il tue le roi Chapa.

### Hells Flash
Le Hells Flash (ヘルズフラッシュ, Heruzu furasshu, littéralement « Flammes de l'enfer »), est une attaque de C-16. Pour effectuer cette technique, C-16 détache ses avant-bras et les bloque sous ses aisselles. Le restant de ses bras fait alors office de canons pouvant tirer deux Kikoha très puissants.

### Henshin nōryoku
Henshin nōryoku (Henshin nōryoku, littéralement « Mutation ») est une capacité possédé par certains extra-terrestres. Elle permet de se transformer en changeant de forme et peut être utilisée pour plusieurs raisons : se camoufler, économiser son énergie, augmenter ou brider sa puissance...

### Hokaku kōdan
Hokaku kōdan (Hokaku kōdan, littéralement « Sphère immobilisante ») est une technique maîtrisée par Freezer et le roi Cold. Elle consiste à emprisonner l'adversaire dans un Kikoha à bout portant. La victime est alors instantanément paralysée et à la merci de son adversaire, qui projette ensuite la boule et son hôte violemment au sol dans une forte explosion.

### Hyper Plasma Shortcake
Hyper Plasma Shortcake (ハイパープラスマショートケーキ, Haipā purasuma shōto kēki, littéralement « Shortcake hyper plasma ») est une des nombreuses techniques de Gotenks à base de coups de poing.

### Hyper Tornado
Hyper Tornado (Haipā toruneido, littéralement « Hyper cyclone ») est utilisée par Paikûhan lors de son combat contre Son Goku lors de la finale du Tenkaichi Budokai de l'autre-monde.
Cette technique consiste à tournoyer sur soi-même afin de créer une tornade pour emprisonner son ennemi à l'intérieur, ce qui implique que l'utilisateur de cette technique ne pourra pas frapper directement l'ennemi.

## I

### Iaigiri
Iaigiri (居合い斬り, littéralement « Coup de tranchant ») est une technique utilisée par Yajirobé et Trunks, qui consiste à couper en deux l'adversaire avec un sabre soit chargé de ki (pour Trunks).

### Ikūkan wo hassei
Ikūkan wo hassei (, littéralement « Ouverture de l'espace ») est utilisé par Janemba et consiste à créer un espace étrange qui absorbe les attaques et les rejette sur l'envoyeur.

## J

### Janken
Janken (ジャン拳, littéralement « Pierre-Feuille-Ciseau ») est utilisée par Son Goku à plusieurs reprises contre ses ennemis. Cette technique est basée sur le Janken ou appelé également Pierre-Feuille-Ciseaux.
Lorsque Son Goku décide d'utiliser :
- la pierre, il donne un coup de poing à son ennemi ;
- la feuille, il donne une claque à son ennemi ;
- le ciseau, il peut, par exemple, mettre ses deux doigts dans les yeux de l'ennemi ce qui l'aveugle un court instant.

Elle est notamment utilisée contre Yamcha ainsi que lors du 21e Tenkaichi Budokai contre Kamé Sennin.

### Jibaku
Jibaku (Jibaku, littéralement « Autodestruction ») est une technique mortelle qui consiste à se faire exploser soi-même et que possède certains combattants permettant de faire subir des dommages à l'adversaire ou à le tuer. Les cyborgs ont ce pouvoir grâce à la bombe qui se trouve dans leur corps alors que pour les Saibaimen, Vegeta, Chaozu ou Cell c'est une technique propre à leur corps.

## K

### Kaioken
Le Kaioken (界王拳, Kaiō-ken, littéralement « Technique de Kaio ou poing de kaïo »), ou Solution de Kaio dans l'anime, voire aussi Aura de Kaio, est une technique de Maître Kaio. Son Goku, après s'être sacrifié pour éliminer son ennemi et frère Raditz, se rend au paradis pour s'entraîner auprès de Maître Kaio. Celui-ci l'entraîne sur sa planète et lui apprend l'insurpassable technique de Kaio, ou le Kaioken, une technique que Son Goku est le seul à maîtriser, car même le maître avoue qu'il n'a jamais réussi à l'employer malgré le fait de l'avoir créée lui-même.
Usage de la technique
Cette technique consiste en une amélioration brutale de la force de combat grâce aux forces cachées en chacun de nous. Elle a cependant des défauts : Kaïo prévient Son Goku qu'il ne doit l'utiliser qu'à la puissance double, car au-delà, son corps risque de ne pas supporter l'accumulation d'énergie et il peut en mourir.
Son Goku, une fois ressuscité et revenu sur Terre, affronte Nappa et utilise pour la première fois le Kaioken pour le vaincre. Ensuite, il doit se battre contre Vegeta, et il utilise la technique à cinq reprises, en vain ; toutefois, son corps parvient à résister à l'accumulation d'énergie et il survit. Il faut cependant noter que plus le niveau de puissance du Kaioken est en constante augmentation, plus les douleurs physiques seront importantes.
Par la suite, durant son voyage pour se rendre sur la planète Namek, Son Goku s'entraîne et parvient à maîtriser le Kaioken sans danger pour lui-même. Cette technique lui permettra de monter sa force jusqu'à 180 000 unités.
Il est possible de décupler les bénéfices de cette technique en l'utilisant plusieurs fois de suite. Son Goku l'utilisera ainsi jusqu'à vingt fois, ce qu'on appelle Kaioken niveau 20, contre Freezer. À chaque fois, l'énergie gagnée s'ajoute à sa force ainsi qu'aux gains de puissance des précédents Kaioken.
Au cours de l’arc du Tournoi des Dieux dans Dragon Ball Super, Son Goku révèle pourquoi le Kaioken n’a pas pu être couplé avec une transformation en Super Saiyan. En effet, le Super Saiyan a des effets néfastes sur le corps de l’utilisateur et le coupler avec le Kaioken ferait périr son utilisateur. De plus, même si au fil de la saga, les Saiyans maîtrisent leurs transformations (notamment la forme de Super Saiyan qu’ils maîtrisent parfaitement à la fin du manga), la découverte de formes supérieures comme le Super Saiyan 2 et 3 apportent une augmentation de puissance supérieure à un Super Saiyan 1 couplée avec un Kaioken.
Au contraire, la transformation en Super Saiyan Bleu n’est pas aussi néfaste pour le corps et permet un contrôle très précis de son Ki, Son Goku est donc en mesure d’utiliser son Kaioken X 10 dans cet état. Cependant, à la fin du combat, Goku ressent d'énormes douleurs physiques et attrape un trouble énergétique tardif dans un épisode hors-série, le contraignant à se reposer quelques jours.
Citation
Dans l'édition coffret du manga, Son Goku résume la technique comme suit :
« Ça s'appelle… le Kaiô-Ken. Il permet de contrôler toute l'énergie de son corps et de l'amplifier pendant un moment. En le maîtrisant bien, on peut multiplier sa force, sa vitesse, sa puissance destructrice et sa défense… […] Si je n'arrive pas bien à contrôler et à retenir mon énergie, je peux subir de graves dégâts… »
— Volume 19 Dépêche-toi, Son Gokû ! – Chapitre 227 Le Prince entre en action !!
Kaio explique à Son Goku, qui à l'époque ne peut pas se permettre de dépasser le double Kaioken, les dangers auxquels il s'expose en abusant de cette technique :
« Bravo, tu as réussi à t'approprier le Kaiô-Ken, une technique que j'ai créée, mais que je n'ai jamais pu utiliser moi-même… C'est fantastique, Son Gokû… Mais je préfère te mettre en garde. À ton niveau, tu ne devrais pas t'en servir trop souvent. Si tu en perds le contrôle, tu risques d'endommager ton propre corps… Limite-toi à deux fois ta puissance actuelle. Si tu dépasses le double Kaiô-Ken, […] ton corps ne sera pas assez robuste pour contenir la puissance du Kaiô-Ken, et tu en subiras les conséquences… »
— Volume 19 Dépêche-toi, Son Gokû ! – Chapitre 227 Le Prince entre en action !!
Niveaux du Kaioken
- Kaioken (puissance 1)
- Kaioken Nibaï (puissance 2)
- Kaioken Sambaï (puissance 3)
- Kaioken Yombaï (puissance 4)
- Kaioken Gobaï (puissance 5)
- Kaioken Jûbaï (puissance 10)
- Kaioken Nijûbaï (puissance 20)

### Kaikai
Le Kaikai (, littéralement « Auto-téléportation ») est une technique du KaioshinKai qui téléporte instantanément. Cette technique n'est utilisée que par les dieux Kaïo (dans Dragon Ball Super) et par Kibito puis Kibitoshin (dans Dragon Ball Z).
Shin l'utilise pour téléporter Son Goku et Whis dans le palais du roi Zeno. En effet, même avec la vitesse impressionnante du déplacement instantané de Whis, le trajet aurait pris deux jours.

### Kaiten kōgeki
Kaiten kōgeki (回転攻撃, littéralement « La tornade humaine ») est exécutée par Son Goku en demi-finale du 21e Tenkaichi Budokai contre Nam. Il s'approche de son adversaire en tournant extrêmement vite sur lui-même, les bras tendus, avec pour but de le faire sortir du ring. Cette technique est quasiment parfaite puisque Nam ne peut absolument pas l'attaquer. Le seul inconvénient est que Son Goku a très vite la tête qui tourne et tombe dans les pommes.

### Kaifuku
Le kaifuku (回復, littéralement « Régénération ») est une technique spéciale de guérison que possède Majin Boo depuis qu'il a absorbé le Dai Kaio Shin du temps de Bibidi (père de Babidi).

### Kaenhōsha
Le Kaenhōsha (火炎放射, littéralement « Flamme gigantesque ») est une technique du golden ozaru lorsque Son Goku s'est transformé dans Dragon Ball GT. Le singe géant crache du feu qui embrase tout sur son passage.

### Kakuremi no jutsu
Le Kakuremi no jutsu (, littéralement « Technique du camouflage ») est une technique ninja utilisée par le sergent Murasaki dans Dragon Ball pour attaquer Son Goku par surprise. Il se camoufle à l'aide d'un drapeau ou d'une fumigène.

### Kakusanyūdōkōdan
Kakusanyūdōkōdan (拡散誘導光弾, Kakusanyūdōkōdan, littéralement « Grenade infernale ») est une technique dont le nom n'est jamais mentionné dans le manga, mais a été officialisé dans les jeux vidéo et Le dictionnaire de Dragon Ball.
Elle est utilisée par Piccolo. Après s'être uni au Tout-Puissant pour devenir plus fort, il se retrouve face aux cyborgs venus chercher Son Goku. Piccolo se retrouve alors face à C-17 et c'est durant ce combat qu'il utilisera le Kakusanyūdōkōdan, une technique qu'il est le seul à maîtriser.
Cette technique consiste à submerger l'adversaire de boules d'énergie sans le viser directement afin de le cerner de tous les côtés avant de rabattre toutes les boules d'énergie très rapidement sur lui. Piccolo réussira presque à prendre C-17 par surprise avec cette technique mais le cyborg parviendra à survivre grâce à son bouclier de protection.

### Kamé Hamé Ha

Schéma d'exécution du Kamé Hamé Ha.

Le Kamé Hamé Ha est la technique de combat la plus célèbre de l'œuvre, et l'attaque signature de son protagoniste, Son Goku.

### Kiai
Kiai (気合い, littéralement « L'esprit combatif ») est une vague d'énergie invisible telle une onde de choc qui semble être provoquée par un déplacement d'air vers l'adversaire au moyen d'un mouvement rapide. La plupart des personnages principaux de Dragon Ball savent la maîtriser et elle est souvent employée pour projeter un adversaire ou le repousser et même repousser des kikoha de puissance limitée.

### Kienzan
Le Kienzan (気円斬, Kienzan, littéralement « Rayon circulaire tranchant ») consiste à lancer un kikoha ayant la forme d'un disque fin et tranchant. Cette technique est inventée et utilisée principalement par Krilin. Il était sur le point de tuer Nappa avec cette technique et tente sans succès de couper la queue de Vegeta, alors transformé en singe géant. Il l'utilise également contre Freezer sur la planète Namek mais ne parvient qu'à lui couper le bout de la queue. Cette technique contre Cell se montrera inefficace tant la puissance de Cell est énorme. Son Goku, Vegeta, C-18 et sans doute d'autres guerriers maîtrisent cette technique.
Freezer possède également sa propre version du Kienzan. Le sien est plus dangereux encore car Freezer peut dévier sa trajectoire à sa guise pour qu'il poursuive son adversaire. Cell maîtrise potentiellement cette attaque du fait qu'il possède des cellules de Freezer.

### Kikoha
Les Kikoha (気功波, Kikōha, littéralement « Vague d'énergie ») désignent les boules d'énergie lancées dans le manga Dragon Ball. Elles peuvent prendre de très nombreuses formes et couleurs alors que pour les cyborgs et les androïdes, il s'agit plutôt d'une sorte de laser ou d’électricité soit de l'énergie artificielle puisqu'ils n'ont pas d'aura.

### Kikoho
Kikoho (気功砲, Kikōhō, littéralement « Catapulte d'énergie ») est une technique propre à Ten Shin Han. Il s'agit à n'en pas douter de l'attaque la plus dévastatrice de ce dernier.
À proprement parler, il s'agit pour le combattant employant cette attaque de propulser son énergie vitale. Ten Shin Han laisse échapper cette dernière par un triangle qu'il forme devant lui en joignant ses deux mains.
Il s'agit d'une attaque bien particulière du fait qu'elle est très éprouvante pour celui qui l'utilise. Généralement, les attaques de type Kikoha comme le Kamé Hamé Ha consomment les réserves d'énergie des protagonistes, seulement l'effet secondaire subi par le lanceur est, dans le cas d'un Kikoho, beaucoup plus marqué. Cette technique tend à décharger entièrement l'énergie du porteur de l'attaque, ayant des conséquences directes sur son état de santé.
Dans le manga, Ten Shin Han utilise cette attaque à plusieurs reprises :
- Une première fois face à Son Goku, pendant le 22e Tenkaichi Budokai, auquel Ten Shin Han fait promettre au héros d'esquiver cette attaque à tout prix. Le but de l'utilisation de ce Kikoho était de faire disparaître l'arène de combat, et lorsque Son Goku aura touché terre (car Ten Shin Han peut voler), il sera déclaré gagnant car Son Goku sera sorti du ring[db_ep 1].
- Une autre fois, lors du 23e Tenkaichi Budokai, Ten Shin Han lance un Kikoho au sol pour que lui et ses amis puissent se cacher, pour éviter l'attaque dévastatrice de Piccolo, la réincarnation du démon Piccolo[db_ep 2].
- Face à Nappa, après que Chaozu s'est sacrifié en vain pour détruire le Saiyan. Grièvement blessé (ayant perdu un bras) et voulant à tout prix venger son compagnon, il réalise un Kikoho d'une seule main et à bout de force. Il lance sa dernière once de vie dans cette attaque qui, si elle n'aura pas raison de Nappa, entraînera par contre Ten Shin Han dans la mort[dbz_ep 2].
- Face à Cell après que celui-ci a déjà absorbé C-17, il l'utilisera à de multiples reprises jusqu'à perdre conscience afin que C-16 et C-18 puissent s'échapper.

### Kokan kara no gekishū kōgeki
Kokan kara no gekishū kōgeki (Kokan kara no gekishū kōgeki, littéralement « Odeur nauséabonde de slip ») est utilisée par Bacterian lors de son combat contre Krilin lors du 21e Tenkaichi Budokai. Cette technique consiste, après avoir gratté l'intérieur de son slip avec son doigt, à faire sentir celui-ci à son adversaire pour le faire s'évanouir.

### Kuchikarakikouha
Le Kuchikarakikouha (, littéralement « Technique buccale de la vague d'énergie ») est la technique que possède certains Nameks ainsi que Nappa, Dodoria, Janemba, Broly (Dragon ball Super) et d'autres combattants. Il consiste à envoyer un kikoha par leur bouche.

### Kyoken
Kyoken (狂拳, Kyō-ken, littéralement « Technique du chien enragé ») est utilisée par Son Goku lors de son combat contre Kamé Sennin lors de la finale du Tenkaichi Budokai. Cette technique consiste à se comporter comme un vrai chien enragé afin d'effrayer l'adversaire pour mieux le surprendre par une attaque.

## M

### Mafuba
Mafuba (魔封波, Mafūba, littéralement « Vague de scellement du mal ») est une technique utilisée initialement par Mutaito pour enfermer Piccolo Daimaô dans un autocuiseur. Celle-ci est utilisée une seconde fois par Kamé Sennin pour enfermer à nouveau Piccolo Daimaô, libéré par Pilaf. Celui-ci échoue et perd la vie. Elle est utilisée une dernière fois par Kami Sama durant son combat contre Piccolo mais celle-ci échoue à nouveau car Piccolo utilise le contre-mafuba, une attaque inventée par lui-même et qui comme son nom l'indique retourne le mafuba contre son utilisateur et l'enferme dans l'objet concerné. Kamé senin l'utilisera aussi lors du tournoi du pouvoir dans dragon ball super.
Dans Dragon Ball Super, elle est enseignée par Kamé Sennin à Son Goku et Piccolo à Trunks du futur dans le but d'enfermer Zamasu.

### Magic Donut
Magic Donut (, littéralement « Beignet magique »), parfois appelé "Beignet galactique", est une des nombreuses techniques de Gotenks utilisée contre Boo. Elle consiste à envoyer un anneau qui se resserre sur son adversaire afin de l'emprisonner.

### Makankosappo

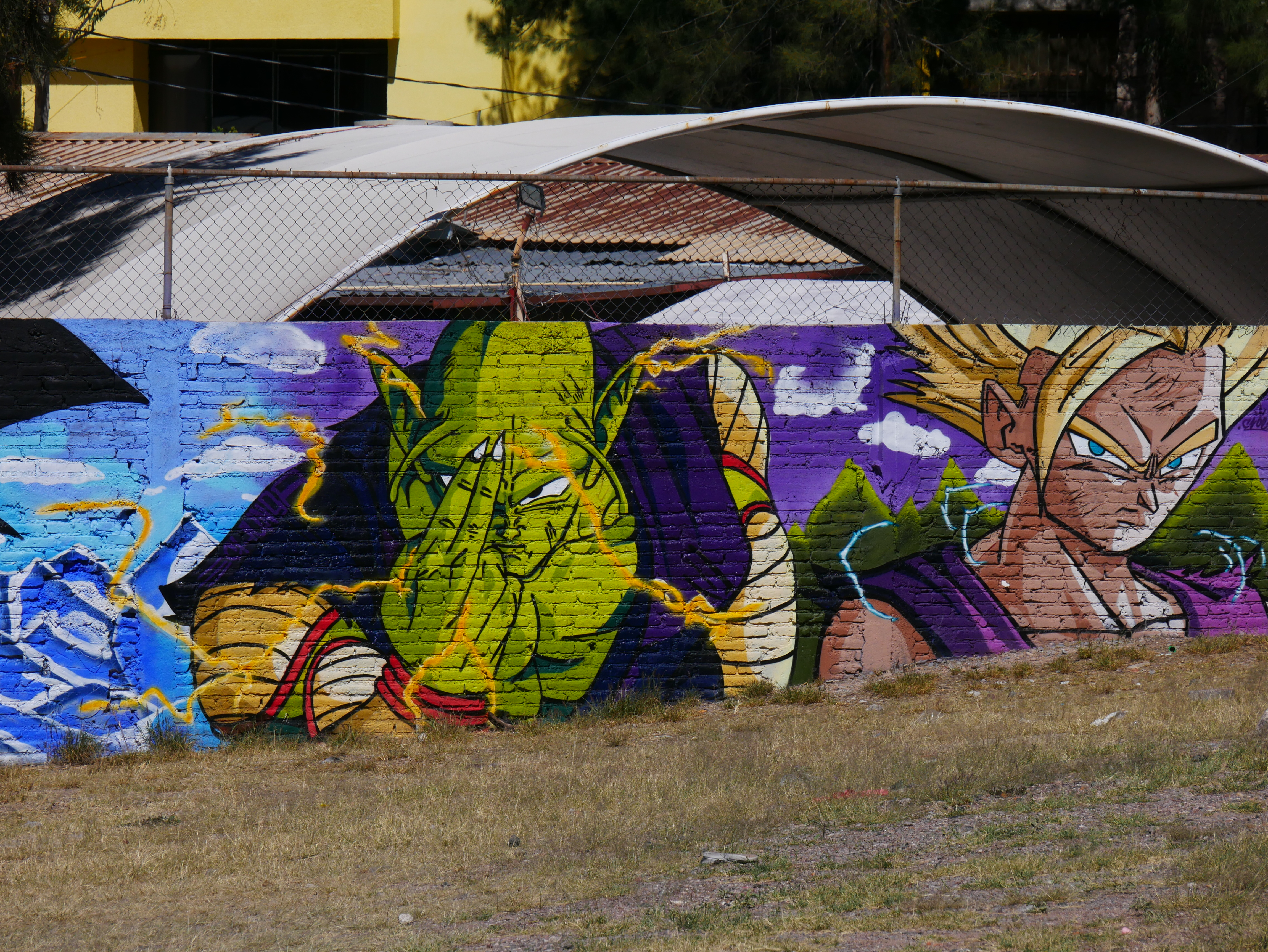
Graffiti mural de Piccolo (à gauche) préparant le Makankosappo, à Aguascalientes, au Mexique.

Le Makankosappo (魔貫光殺砲, Makankosappo, signifie littéralement « Rayon fatal démoniaque qui transperce ») est une technique mise au point par Piccolo pour tuer Son Goku.
Elle consiste à accumuler une grande quantité d'énergie au bout de deux doigts, l’index et le majeur et à la lancer sur l’adversaire sous la forme d’un rayon d’énergie en spirale. Le gros défaut de cette technique est le temps nécessaire pour accumuler l’énergie : durant cet instant, la personne doit poser les deux doigts sur son front et se concentrer, d’où une vulnérabilité totale.
Après sa défaite au 23e Tenkaichi Budokai, Piccolo part faire une retraite de cinq ans pour s’entraîner sérieusement afin de dépasser Son Goku. C’est durant cet entraînement qu’il invente cette technique.
Mais l'arrivée de Raditz sur Terre change la donne et il est obligé de s’allier à Son Goku pour le vaincre. Face à la puissance de Raditz, il n’a d’autre choix que de dévoiler sa technique secrète. Mais pour cela, il est nécessaire d’immobiliser Raditz. Goku le ceinture donc pour que Piccolo puisse le toucher sans qu’il ne risque d’esquiver ou d’attaquer. Il lance son attaque à deux reprises : la première atteint une puissance de 1 330 unités,, et la seconde atteint les 1 480 unités,.
La puissance du deuxième Makankosappo est telle qu’elle traverse le corps de Raditz (déjà affaibli par une attaque de Son Gohan qui a de plus percé son armure), emportant Son Goku en même temps, qui meurt alors pour la première fois.
Elle est potentiellement maitrisée par Cell (qui possède des cellules de Piccolo).
Jeux vidéo
Dans le jeu vidéo Dragon Ball Z: Budokai Tenkaichi 3 sur PlayStation 2 et Nintendo Wii, dans Dragon Ball: Raging Blast 2 sur Xbox 360 et PlayStation 3, dans Dragon Ball Z: Shin Budokai 2, dans Dragon Ball Z: Attack of the Saiyans sur DS et sur PSP, dans Dragon Ball Xenoverse sur PlayStation 3, PlayStation 4, Xbox 360, Xbox One et PC. Son Gohan (du futur) utilise également cette technique.
Bien que les adaptations vidéo ludique soient parfois assez libres, on peut raisonnablement penser qu’effectivement dans ce futur alternatif, Piccolo a trouvé le temps de lui apprendre cette technique létale. Comme elle ne nécessite l’utilisation d’un seul bras et que Son Gohan n’en a plus qu’un, cette trouvaille des développeurs de Bandai est fortement crédible.

### Masendan
Masendan (魔閃弾, Masendan, littéralement « Sphère du démon ») est une sphère d'énergie ressemblant fortement à la technique Masenko utilisé par Son Gohan. Tout d'abord, Son Gohan met ses mains au-dessus de sa tête comme le Masenko, mais maintient la charge jusqu'à ce qu'elle forme une sphère d'énergie. Puis, il attrape la sphère d'énergie avec sa main et l'envoie droit devant lui. Enfin, Gohan crie, "Masendan!" et lance l'attaque à l'adversaire, lui infligeant une grande quantité de dégâts.

### Masenko
Le Masenko (魔閃光, Masenkō, littéralement « Flamme démoniaque »), utilisée par Son Gohan, consiste à envoyer un grand Kikoha avec ses mains après les avoir placées au-dessus de sa tête pour lui donner un élan. Elle a l'avantage d'être très rapide à exécuter. Son Gohan l'utilise dans le manga contre Nappa et Freezer. Trunks du futur l'utilise également contre Broly et Black Goku.

### Miracle Super Punch
Miracle Super Punch (, littéralement « Frappe super-miracle ») est une des nombreuses techniques de Gotenks utilisée contre Boo.

## O

### Ozaru
Gorille géant (大猿, Ōzaru) est un pouvoir bien particulier utilisé par les Saiyans. Ce pouvoir leur permet de se transformer en gorille géant et ainsi augmenter leur force.

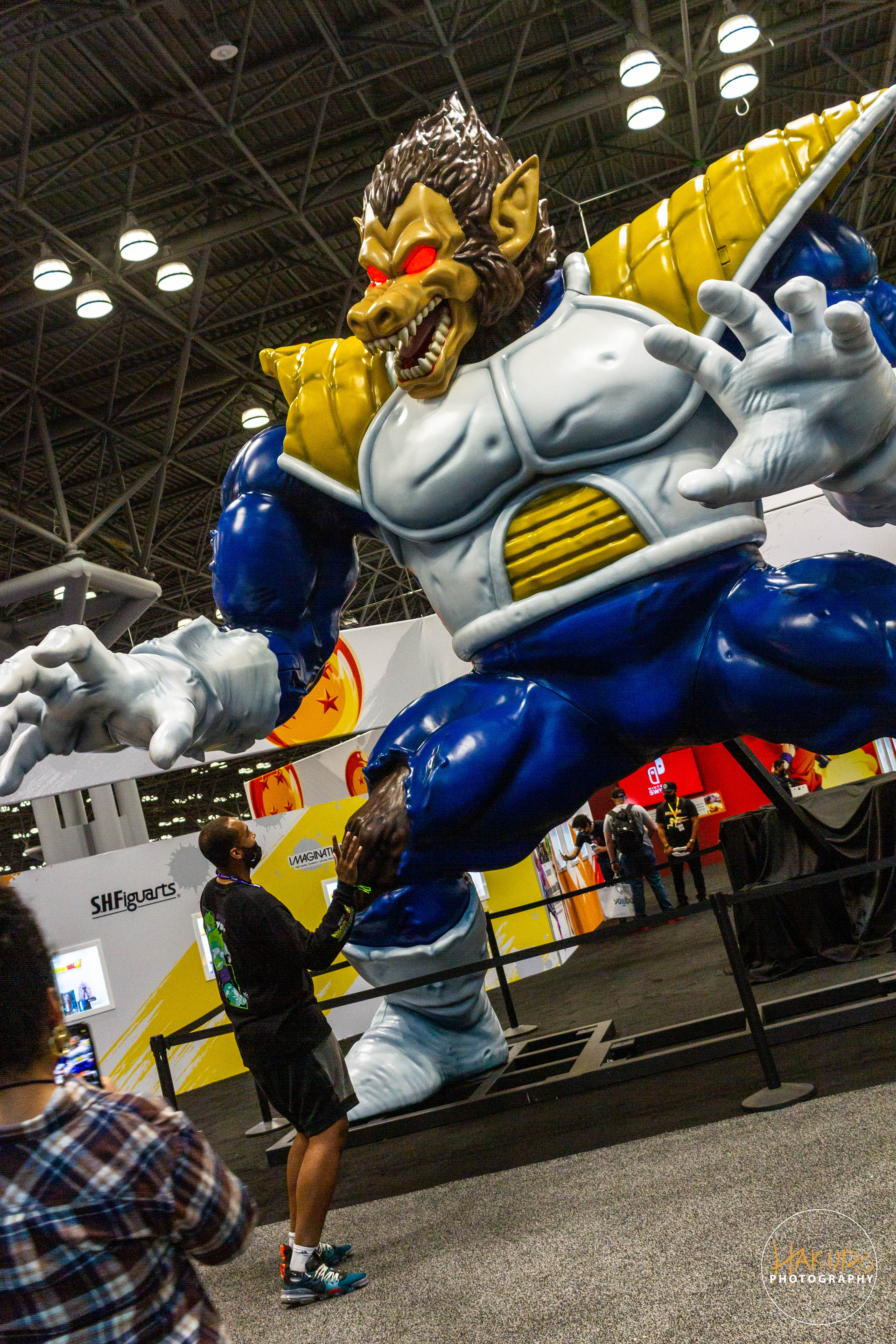
Sculpture grandeur nature de Vegeta en Ozaru à la New York Comic Con 2021.

Cette transformation ne peut s'effectuer que si le Saiyan possède sa queue et que la transformation se déroule la nuit lors d’une pleine lune. La durée de la transformation semble être la même que l'exposition du Saiyan aux ondes Blutz, soit toute la durée de la nuit de pleine lune. On peut déduire cela de l'avertissement fait à Son Goku par son grand-père adoptif, qui l'avait avertit de ne jamais regarder la pleine lune, sans doute après avoir observé une transformation avant celle qui lui coûta la vie.
Le Saiyan doit se contenter alors de regarder fixement la pleine lune et les ondes appelées « Blutz » perçues par les yeux sont alors envoyées à la queue qui provoque la transformation. Sa puissance est alors multipliée par 10.
Son Gohan, Son Goku, Vegeta, Broly ainsi que Bardock et son groupe en ont déjà fait l’expérience. Ces derniers (le groupe de Bardock et Vegeta), contrairement aux deux premiers, savaient par contre contrôler leur transformation et ainsi agir autrement que comme des bêtes sauvages ivres de destruction, dans le cas de Vegeta : ce dernier pouvait d'ailleurs toujours parler et raisonner. C'est d'ailleurs en contrôlant leur transformation que les Saiyans ont, en une seule nuit, anéanti la civilisation des Tsufuls, la technologie de ces derniers ne pouvant arrêter les Saiyans transformés.
Lors de sa transformation, le Saiyan transformé semble également doté d'un nouveau pouvoir: il peut "cracher" par sa bouche, un rayon d'énergie particulièrement destructeur. Ce dernier est semblable au "souffle nucléaire" de la créature "Godzilla" dans les premiers films où elle apparaît.
Dans le film Dragonball Evolution, comparé au manga, Son Goku se transforme en gorille géant durant une éclipse solaire et non pendant la pleine lune. Sa taille est un peu plus grande que celle d’un humain et la queue n’est plus un élément obligatoire pour la transformation. Il est représenté comme un démon qui a déjà fait une apparition sur Terre plusieurs milliers d’années auparavant en compagnie de Piccolo qui était son maître.
Variantes

#### Gorille géant doré
Le Gorille géant doré (黄金の大猿, Ōgon no Ōzaru) est une variante qui permet à un Super Saiyan de se transformer en Gorille géant prenant une couleur dorée. S’il parvient à redevenir lui-même, il deviendra alors un Super Saiyan 4.
Baby, Son Goku et Vegeta ont utilisé cette technique dans Dragon Ball GT.
- Son Goku, lors de son combat contre Baby, alors qu’il est mal en point, regarde la Terre mais la confond avec une lune. Ceci a pour effet de le transformer en Gorille géant incontrôlable. Mais grâce à l’intervention de Pan, il reprend ses esprits et se transforme en Super Saiyan 4.
- Baby, voyant que Goku était largement plus puissant, utilise alors des ondes Blutz pour se transformer. En réalité, s'il arrive à l'utiliser, c'est parce que Baby possède le corps de Vegeta.
- Vegeta, furieux d’être inférieur à Son Goku, demande à Bulma, grâce aux Ondes Blutz, de le transformer en Gorille géant. De la même façon que son ancien rival Son Goku, il parvient à devenir Super Saiyan 4.

#### Gorille enragé
Le Gorille enragé (Ikari no Ōzaru, litt. « Singe enragé ») est une transformation de Broly, dans le film Dragon Ball Super: Broly. Dépourvu de sa queue, il ne peut se transformer en gorille géant. Cependant, Paragus explique que Broly emploie la puissance du gorille géant qui est contenue en lui, sans en avoir la pleine maîtrise. Sous cette forme, les cheveux de Broly sont hérissés et restent noirs, et ses yeux deviennent légèrement dorés.

## P

### Papparapā
Papparapā (パッパラパー, Papparapā) est la formule magique prononcée par Babidi pour envoyer des personnes dans un lieu précis.

### Pink Nougatine
𝘗𝘪𝘯𝘬 𝘕𝘰𝘶𝘨𝘢𝘵𝘪𝘯𝘦 (ピンクヌガティーヌ, Pinku nugatīnu), littéralement « Nougatine Rose », est l'une des nombreuses techniques utilisée par Boo (Dragon Ball), Lui permettant de devenir mou et rose.

### Power Tackle
Power Tackle (, littéralement « Tacle féroce ») est une des nombreuses techniques de Gotenks utilisée contre Boo.

### Power Ball
Power Ball (パワーボール, Pawā bōru, littéralement « Sphère d'énergie surpuissante ») permet de créer une boule d'énergie qui, une fois lancée dans le ciel, se transforme en lune artificielle. La lumière que dégage la boule d'énergie fournit une onde brutz de 17 millions de zénos pour permettre aux Saiyans de se transformer lorsqu'il n'y a pas de lune pendant une durée de 90 minutes. Vegeta et Thalès utilisent cette technique.

### Purple Comet Crash
Purple Comet Crash (Papuru kometto kurasshu, littéralement « Attaque de la comète violette ») utilisée par Butta et Jeese en combinant leurs forces. Le bleu de Butta et le rouge de Jeese donnent une attaque de couleur violette. Le Purple Comet Z Crash, identique au Purple Comet Crash, est de couleur violette dès le départ et la boule d'énergie en est plus grosse.

## Q

### Quatre corps
Les quatre corps (四身の拳, Shishin no ken, littéralement « Technique des quatre corps ») est une technique de Ten Shin Han qui permet de se multiplier afin de submerger l'ennemi. L'inconvénient majeur de cette technique vient du fait que la puissance de Ten Shin Han est divisée équitablement entre les différents corps.

## R

### Reacum Body Attack
𝙍𝙚𝙖𝙘𝙪𝙢 𝘽𝙤𝙙𝙮 𝘼𝙩𝙩𝙖𝙘𝙠 (リーカムボディアタック, Rīkamu bodi Attaku), littéralement « Attaque Corporelle de Reacum », est l'une des techniques de Reacum. Il libère des boules d'énergies de son corp. Il tire des kikohas de son corp, blessant les ennemis à proximité.

### Reacum Bomber
Reacum Bomber (リクームボンバー, Rikūmu bonbā, littéralement « Bombe de Reacum ») est utilisée par Reacum qui concentre son énergie dans ses bras pour envoyer une rafale de boules de feu.

### Reacum Eraser Gun
Reacum Eraser Gun (リクームイレイザーガン, Rikūmu ireizā gan, littéralement « Canon pulvérisant de Reacum ») est un puissant rayon d'énergie rose envoyé par Reacum avec sa bouche. Cette attaque est similaire à celle de Nappa. Le nom de cette attaque fait référence à sa couleur qui est souvent celle d'une gomme à effacer.

### Reacum Maa Tanshi
Reacum Maa Tanshi (, littéralement « Souffle démoniaque de Reacum ») est utilisée par Reacum qui consiste à souffler puissamment avec sa bouche pour renvoyer certaines attaques.

### Reacum Special Jump
Reacum Special Jump (, littéralement « Saut spécial de Reacum ») est utilisé par Reacum une fois qu'il a été envoyé en enfer par son Goku. Il tente d'en sortir en effectuant un saut d'une grande hauteur.

### Reacum Ultra Fighting Miracle
Reacum Ultra Fighting Miracle (, littéralement « Ultra-attaque miraculeuse de Reacum ») est utilisée par Reacum qui fait partie des forces spéciales de Freezer. Cette technique consiste à s'agenouiller au sol et à poser ses deux poings fermés au sol. Il l'utilise contre Son Goku qui vient d'arriver sur la planète Namek et c'est la seule fois où il l'utilise. En revanche, il n'a pas pu l'exécuter jusqu'à la fin étant donné que Son Goku est intervenu pendant son exécution.

### Renzoku Shine Shine Missile
Renzoku Shine Shine Missile (連続死ね死ねミサイル, littéralement « Barrage DIE-DIE ») est une des nombreuses techniques de Gotenks utilisée contre Boo. En Super Saiyan 3, Gotenks envoie une multitude de kikoha.

### Revenge Death Ball
Revenge Death Ball (, litt. « Boule de la mort, version 2 ») est utilisée par Baby ayant pris possession du corps de Vegeta. Cette technique consiste à créer une immense boule d'énergie, semblable à la Death Ball pour la lancer sur son adversaire. Il l'utilise contre Son Goku.

### Roga Fufu Ken
Roga Fufu Ken (, littéralement « Technique des crocs du loup »), appelée également Rouga Whowhoken dans la version originale japonaise télévisée,, est utilisée par Yamcha qu'il utilise plusieurs fois contre Son Goku avant que celui-ci ne devienne son ami. Cette technique permet de s'approprier les caractéristiques du loup : vitesse et force.

### Rolling Thunder Punch
Rolling Thunder Punch (ローリングサンダーパンチ, Rōringu sandā panchi, littéralement « Coup de poing ultra-rotatif ») est une des nombreuses techniques de Gotenks utilisée contre Boo.

### Ryū-ken
Ryū-ken (龍拳, Ryū-ken, littéralement « Le Poing du dragon ») est une technique composée d'un coup de poing doublé d'un dragon doré. Cette attaque sera utilisée par Son Goku à plusieurs reprises.
En Super Saiyan 3, il vaincra Hildegarn. L'attaque se déroule en plusieurs parties, le dragon traversant l'ennemi puis l'écrasant en s'enroulant autour.
Goku réutilisera cette attaque dans Dragon Ball GT dans son combat contre Super C-17. La technique y est bien différente : le dragon n'est pas réel dans celle-ci. Il n'est affiché que pour souligner les mouvements de Goku.
Ennemis tués par le Ryū-Ken
- Hildegarn dans L’Attaque du dragon
- Super C-17 dans Dragon Ball GT
- San Shenron dans Dragon Ball GT

## S

### S.S Deadly Bomber
S.S Deadly Bomber (S.S deddorībanbā, littéralement « Bombe mortelle S.S ») est utilisée par C-13 sous la forme d'une boule énergétique et qui se déplace comme une tête chercheuse.

### Sai Sei
Sai Sei (再生, littéralement « Régénération corporelle ») est une technique provenant du peuple de Namek. Parmi leurs multiples techniques comme le gigantisme ou l'allongement de leurs membres, ils peuvent également régénérer les membres de leurs corps à la manière de la queue des lézards. Tous les Nameks possèdent cette technique, et Cell ayant absorbé les cellules de Piccolo peut également se reconstruire, ce qu'il ne manquera pas de faire plusieurs fois dans l'anime.
Le Sai Sei est possible seulement si le cerveau, et en particulier le noyau de cellule originel qui y est situé, n'est pas anéanti. C'est ainsi que Cell parvient à subsister, le noyau de son cerveau étant tout ce qui reste de lui après son autodestruction, mais demeurant bien suffisant pour reconstituer le corps entier à lui seul.

### Saruken
Saruken (猿拳, Saruken, littéralement « Technique du singe ») est utilisée par Son Goku lors de son combat contre Kamé Sennin lors de la finale du Tenkaichi Budokai.
Cette technique consiste à se comporter comme un vrai singe, ce qui fait que les gestes et comportements deviennent erratiques et moins prévisibles.

### Satan Miracle Special Ultra Super Mega Punch
Satan Miracle Special Ultra Super Mega Punch (Satan mirakuru supesharu urutora sūpā megaton panchi, littéralement « Ultra super méga coup de poing miraculeux de Satan ») est créée par Mr Satan lors du 25e Tenkaichi Budokai. Il se retrouve face à C-18 lors de la finale et sait qu'il n'a aucune chance de remporter la victoire et qu'il va perdre toute crédibilité auprès du public. Elle propose donc à Mr Satan d'arranger la fin du combat avec elle en échange de la somme d'argent réservée au vainqueur. Pour que la défaite de C-18 soit réaliste, celle-ci demande à Mr Satan d'y mettre toute sa puissance pour la frapper. En fonçant vers C-18, Mr Satan a dû improviser le nom de cette attaque qui, malgré toute la puissance du combattant, n'a eu aucun effet sur elle. Après lui avoir demandé si cette puissance est tout ce qu'il pouvait donner, C-18 s'effondre à terre hors du ring.
Plus tard, Mr Satan déclarera que les effets de cette attaque, dont il a oublié une partie du nom et qu'il renommera sur le moment en Satan Miracle Beautiful Super Bari-Bari Punch, viennent avec un certain temps de retard (temps pendant lequel C-18 lui a demandé si c'est tout ce qu'il pouvait donner).

### Sekika tsupa
Sekika tsupa (Sekika tsupa, littéralement « Pétrification ») est utilisée par Dabra qui permet de changer en pierre ceux qu'il touche avec sa salive. C'est le cas de Krilin et Piccolo qui se font cracher dessus lorsqu'ils suivent Sporovitch et Yamu. Une fois transformé en pierre, le corps devient très fragile et celui de Piccolo se brisa par la mégarde de Trunks. Dabra doit être éliminé pour que le sort s'annule et que ceux changés en pierre retrouvent leur apparence normale.

### Shin Kikoho
Shin Kikoho (新気功砲, Shin kikōhō, littéralement « Nouvelle catapulte d'énergie ») est une technique de Ten Shin Han. Lors de la saga de Cell, pour permettre à C-16 et C-18 de fuir devant la création du Dr Gero, Ten Shin Han s'interpose pour retenir le monstre. Il produit une nouvelle attaque, le Shin Kikoho : il ne s'agit pas d'une nouvelle technique à proprement parler, mais ayant augmenté sa puissance (très probablement durant les trois ans d'entraînement précédant l'arrivée des cyborgs), il a appris à effectuer un enchaînement de plusieurs Kikoho. Il lance autant de vagues que ses réserves d'énergie le lui permettent. Bien que ses attaques ne blessent pas Cell, elles retiennent ce dernier, permettant aux deux cyborgs pourchassés de s'enfuir avec succès. Ten Shin Han, à bout de force, s'évanouit mais ne meurt pas, ce qui prouve l'évolution de sa puissance : par le passé, un seul Kikoho mettait sa vie en danger, tandis que durant la saga de Cell, il est capable d'en enchaîner plusieurs sans mourir.

### Shippo wo kaiten sasete sora wo tobu
Shippo wo kaiten sasete sora wo tobu (尻尾を回転させて空を飛ぶ, Shippo wo kaiten sasete sora wo tobu, littéralement « Technique de l’hélicoptère ») est utilisée par Son Goku lors du 21e Tenkaichi Budokai lorsqu'il s'est fait éjecter du ring par Kamé Sennin. Il a dû tourner sa queue comme une hélice pour se mettre à voler ce qui lui a permis de revenir sur le ring.

### Shitatsuki
Shitatsuki (Shitatsuki, littéralement « Coup de langue ») est utilisée par Tao Pai Pai contre le Commandant Blue. Il lui donne un coup de langue qui s'enfonce dans sa tempe ce qui le tua sur le coup.

### Shiyoken
Shiyoken (四妖拳, Shiyōken, littéralement « Technique des quatre esprits ») est une technique propre à Ten Shin Han qui permet de lui faire apparaitre deux bras supplémentaires sur le haut de son dos.

### Sokidan
Sokidan (Sōkidan, littéralement « Boule d’énergie virevoltante ») est utilisée par Yamcha. Il doit créer une boule d'énergie qui se place au-dessus de sa main et, lorsqu'il la lance, peut contrôler sa trajectoire à sa guise.

### Spiral Shooting Soba
Spiral Shooting Soba (大回転キック, Daikaiten kikku, littéralement « Coup de pied ultra-rotatif »), ou Great Spiral Kick, est une des nombreuses techniques de Gotenks utilisée contre Boo à base de coups de pied.

### Suiken
Suiken (酔拳, littéralement « Technique de l’homme ivre ») est utilisée par Kamé Sennin lors de son combat contre Son Goku lors de la finale du Tenkaichi Budokai. Cette technique consiste à faire croire à l'adversaire que son combattant est saoul ce qui fait que ces gestes deviennent imprévisibles.
Lors de son combat, Kamé Sennin se fait passer pour Jackie Chun qui fait référence à Jackie Chan. Sa technique de l'homme saoul fait également référence à une technique de combat utilisée par Jackie Chan dans le film Combats de maître 2.

### Super Balloon Bomber
Super Balloon Bomber (バルーンフラッシュボンバー, Barūn furasshu bonbā, littéralement « Sphère super-explosive ») est une des nombreuses techniques de Gotenks utilisée contre Boo. En Super Saiyan 3, Gotenks souffle une énorme sphère de kikoha qui prend ensuite la forme du Super Ghost Kamikaze Attack.

### Super Dodonpa
Super Dodonpa (スーパーどどん波, Sūpā dodonpa, littéralement « Super rayon explosif ») ou Canon Dodonpa est une technique de Tao Pai Pai. Après que celui-ci eut été vaincu par Son Goku dans Dragon Ball, il réapparaît pendant la période de Dragon Ball Z, avec le corps à moitié robotisé, pendant la saga Cell où il travaille pour le compte d'un riche particulier en lui servant de garde du corps.
Cette technique envoie un tir d'énergie à partir de son bras métallique. Il l'utilise alors contre un vieil homme qui s'opposait au projet de son chef, technique qui aurait pu lui être fatale si Son Gohan n'était pas intervenu.

### Super Doughnuts
Super Doughnuts (, littéralement « Super Beignets ») est une des nombreuses techniques de Gotenks utilisée contre Boo. Elle consiste à créer un disque d'énergie en forme de donut et à le réduire au fur et à mesure pour étouffer l'ennemi.

### Super Ghost Kamikaze Attack

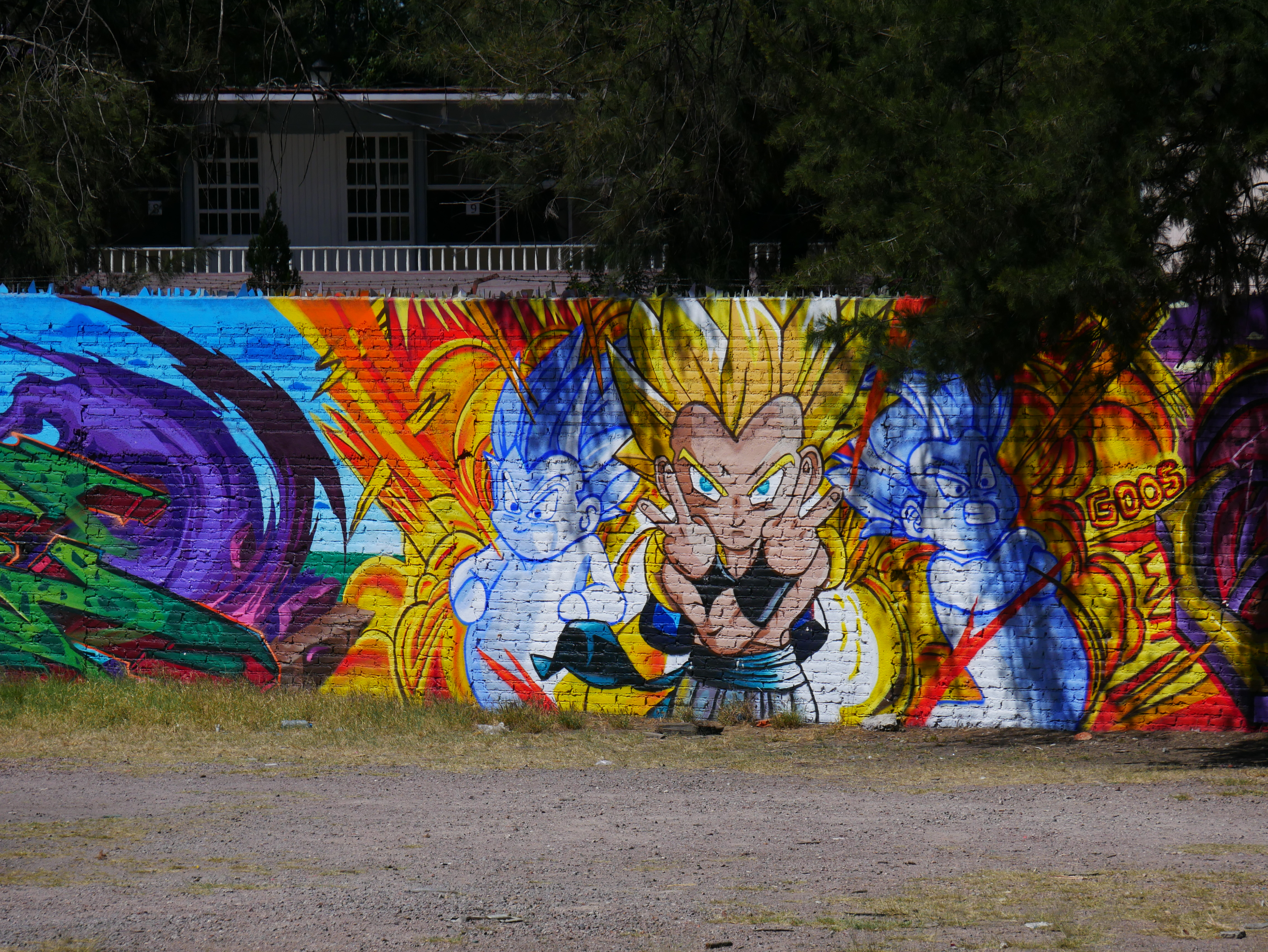
Graffiti mural de Gotenks en Super Saiyan réalisant la Super Ghost Kamikaze Attack, à Aguascalientes, au Mexique.

Super Ghost Kamikaze Attack (Sūpā gōsuto kamikaze atakku, littéralement « Super-attaque des fantômes kamikazes ») est une des nombreuses techniques de Gotenks utilisée contre Boo. Cette technique crée des fantômes de soi-même qui, en les touchant ou en les effleurant, s'autodétruisent et provoquent une violente explosion. Une fois que Gotenks s'est fait absorber par Boo, celui-ci pu utiliser cette technique avec des fantômes à son image. Dans l'animé, après avoir absorbé Sangohan, Boo pouvait utiliser une version améliorée de cette technique en crachant des fantômes eux-mêmes capables de faire des techniques.

### Super Saiyan

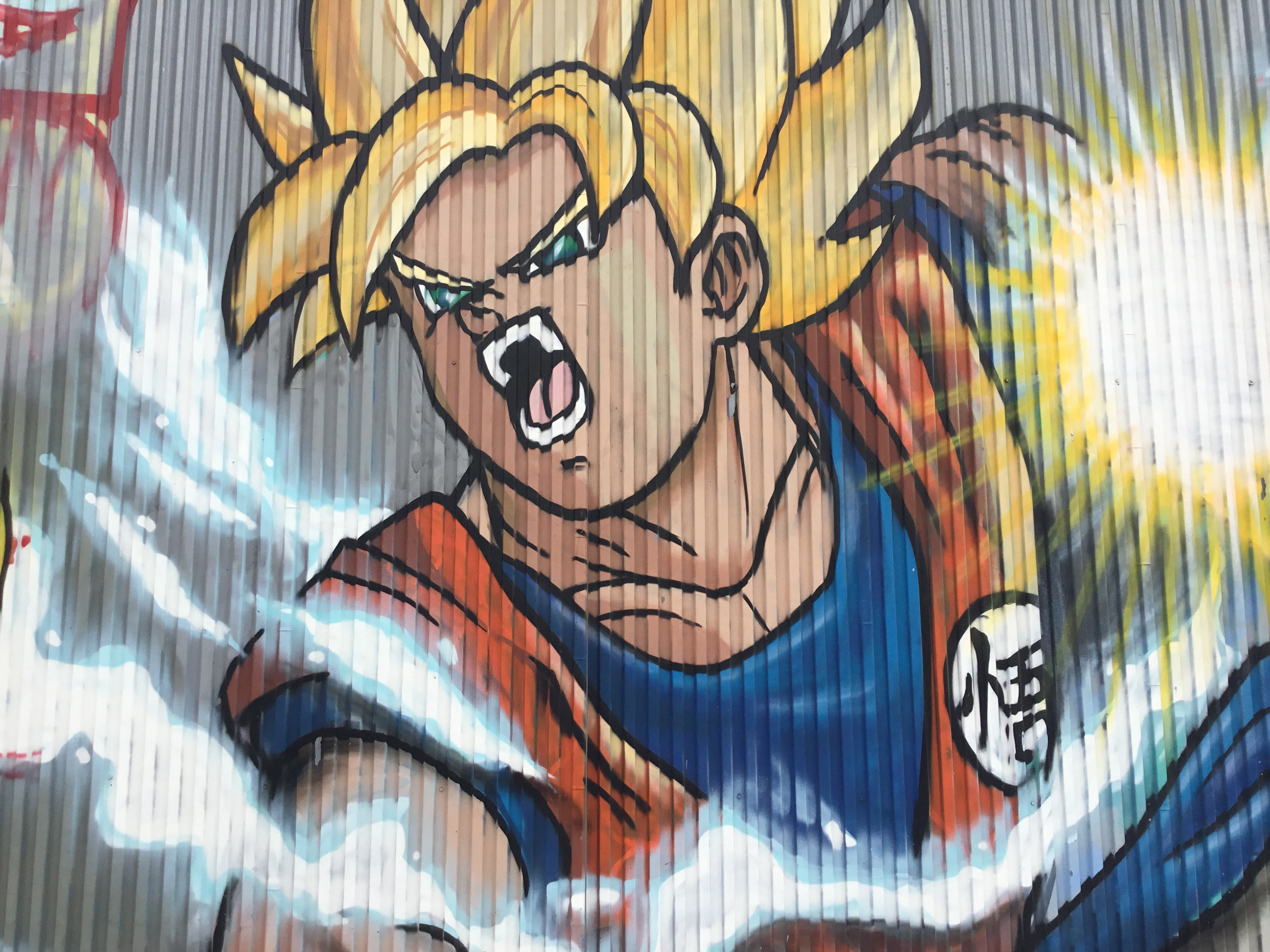
Graffiti de Son Goku en Super Saiyan à Bushwick, un quartier de New York.

Les Saiyans les plus forts peuvent se transformer temporairement en un guerrier encore plus puissant, appelé Super Saiyan.

### Super wahaha no ha
Super wahaha no ha (スーパーワハハノ波, littéralement « Super vague diabolique ») est une technique utilisée par Abo Cado. C'est une version plus puissante du Wahaha no ha et qui consiste à envoyer plusieurs boules de feu très puissantes à base du Wahaha no ha.

## T

### Taiyoken
Le Taiyoken (太陽拳, Taiyō-ken, littéralement « Technique du soleil ») est une technique mentale de combat utilisée par plusieurs personnages à plusieurs périodes de la série.
Cette technique consiste à placer ses mains de chaque côté de sa tête au niveau des tempes, doigts écartés. Elle émet un flash de lumière blanche très puissant qui aveugle l'ennemi pendant quelques secondes ou minutes ce qui laisse à son utilisateur le choix d'attaquer l'ennemi aveuglé ou d'en profiter pour fuir en cessant le combat.

### Taiyoken hansha
Le Taiyoken hansha (太陽光線反射, Taiyōken hansha, littéralement « Réflexion des rayons solaires ») est une variante du Taiyoken utilisée par Krilin contre Son Goku pendant le 22e Tenkaichi Budokai. Il utilise son crâne rasé et brillant pour réfléchir les rayons du soleil.

### Tamago wo umu
Tamago wo umu (Tamago wo umu, littéralement « Ponte »), utilisée par Piccolo Daimao et Saichoroshi, permet de pondre un œuf par la bouche et donc d'avoir une descendance. Piccolo Daimao prononce une incantation de Pokopen, Pokopen… pendant la ponte. C'est par cette technique que tous les Nameks sont nés de Saichoroshi.

### Téléportation

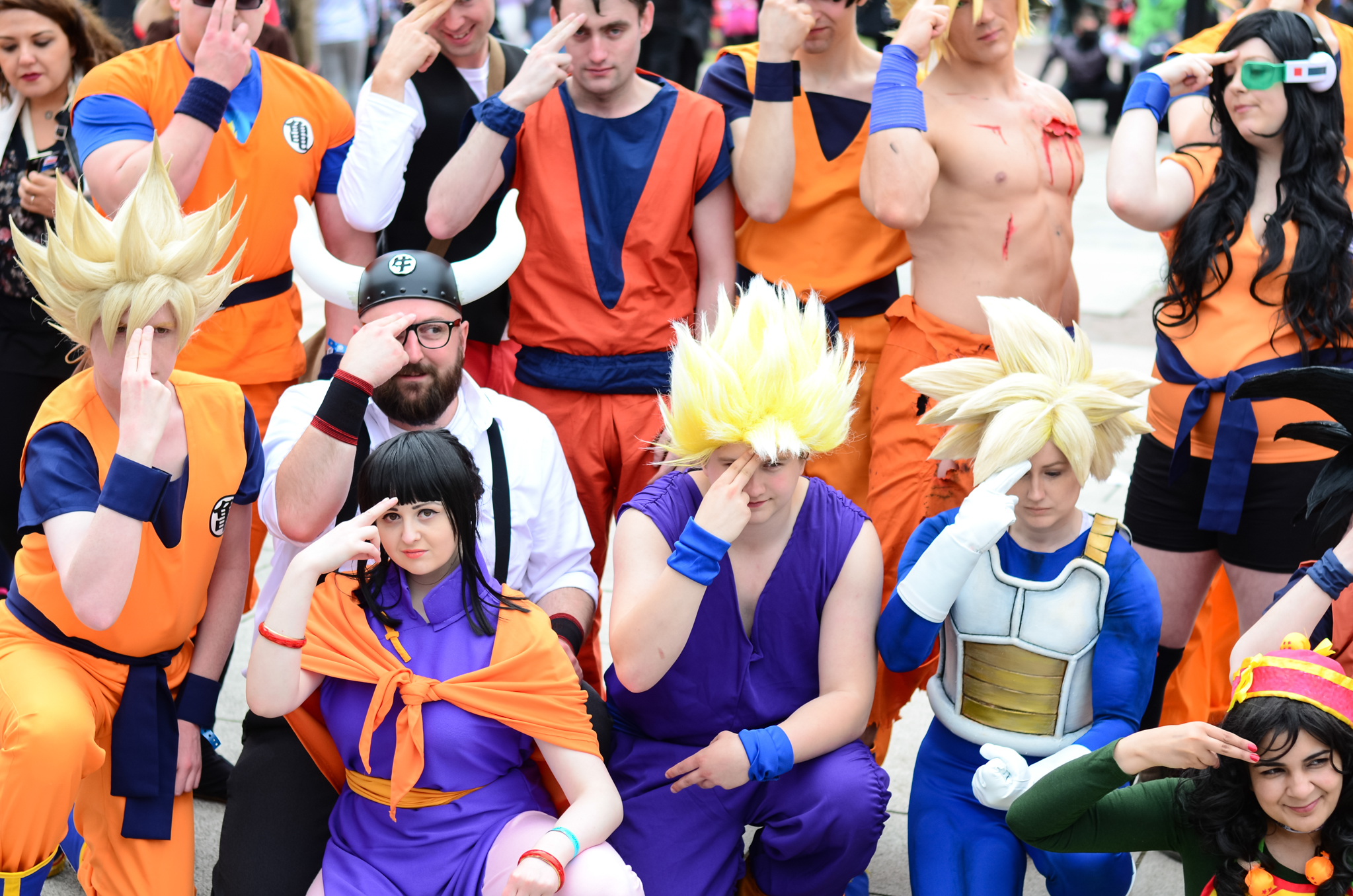
Cosplay de différents personnages de Dragon Ball mimant la téléportation, à la MCM Comic Con London 2015.

La téléportation (瞬間移動, Shunkan idō), anciennement appelée déplacement instantané, est utilisée notamment par Son Goku. Comme son nom l'indique, il s'agit ni plus ni moins de la téléportation. Son Goku maîtrise deux types de téléportation bien distincts. Suivant qu'il appose ses doigts sur son front ou non. Sans utiliser ses mains, il peut se téléporter à vue ou partout à proximité dans un rayon réduit. Par exemple lors d'un combat, il peut se téléporter partout autour de son adversaire. Il associe aussi sa technique de téléportation à son fameux Kamé Hamé Ha afin de pouvoir surprendre facilement ses ennemis et percer leur défense. Contre Cell par exemple, il utilise le Kamé Hamé Ha téléportation. Toujours sans ses doigts, pour se téléporter à distance, il doit penser à quelqu'un et non pas à un lieu, et sentir son esprit pour se retrouver à ses côtés. Il est donc impossible pour l'usager d'aller à un endroit où il ne connaît personne, ainsi que dans les endroits trop éloignés pour ressentir l'aura d'un être vivant. Par contre, lorsque Son Goku pose deux de ses doigts sur son front, cela lui permet de se concentrer. Ainsi, dans son esprit, grâce à ses dons de parapsychologie, il peut visualiser à longue distance toute personne ou tout lieu. Ce qui lui confère le pouvoir de se téléporter où et quand il veut sur la Terre. Cela dit, cela lui prend plus de temps afin d'atteindre l'état de concentration requis. Pour les planètes trop éloignées, il doit procéder par étapes. Dans Dragon Ball GT, lorsque la Terre est sur le point d'exploser, il visualise tous les terriens qui sont en dangers et se téléporte instantanément pour les secourir, les uns après les autres.
À la suite de la défaite de Freezer, Son Goku, devant la destruction imminente de la planète Namek, saute dans une capsule du commando Ginyu qui l'emmène sur la planète Yardrat. À son réveil, il fait la connaissance du peuple Yardrat avec qui il sympathise. Il reste sur la planète afin d'apprendre à contrôler le mode Super Saiyan. Durant son entraînement, les Yardrats lui apprennent la technique de la téléportation. Après avoir parfaitement maîtrisé cette technique, Son Goku retourne sur la Terre.
Cooler et Boo aussi utilisent la téléportation, mais ils le font sans les mains.

### Thunder Flash
Thunder Flash (Sandāfurasshu, littéralement « Éclair de tonnerre ») est utilisée par Paikûhan lors de son combat contre Son Goku lors de la finale du Tenkaichi Budokai dans l'autre-monde. Cette technique, dont Son Goku en fera la douloureuse expérience, consiste à projeter un puissant jet de flammes sur son adversaire.
Elle possède néanmoins un point faible. Une fois les bras tendus à l'avant afin de lancer le jet de flammes, le combattant devient vulnérable de profil. Son Goku profitera de cette vulnérabilité pour lancer un Kamé Hamé Ha de côté et ainsi battre Paikûhan en finale.

### Toki tobashi
Le Toki tobashi (時とばし, Toki tobashi, littéralement « Saut du temps ») est la technique de prédilection de Hit. C'est une capacité qui lui permet d’arrêter le temps pendant un laps de temps de 0,1 seconde. Ceci lui donne alors assez de temps pour esquiver ou parer les offensives de son adversaire, et pour préparer une contre-attaque. Il parvient à multiplier ce laps de temps, ce qui lui offre un avantage encore plus grand contre ses ennemis. Elle est utilisée lors du tournoi opposant les dieux de la destruction Beerus et Champa et leurs univers respectifs (6 et 7).
À noter que le temps s'arrête uniquement pour les ennemis plus faibles que Hit.

### Tomare
Tomare (止マレ, littéralement « Arrêt du temps ») est un pouvoir utilisé par Guldo qu'il utilise en retenant son souffle. Il permet de stopper le temps pendant quelques secondes. Cette capacité épuise rapidement l'énergie de celui qui la possède.

### Transposition
La transposition (残像拳, Zanzō-ken, littéralement « Technique de l’image rémanente ») est une technique maîtrisée par Kamé Sennin, Son Goku, Krilin, Yamcha et Dabra. Elle permet de laisser une ou plusieurs images résiduelles de soi-même dans la rétine de l'adversaire afin de lui faire croire qu'on est là où il nous voit alors qu'on est placé ailleurs.

### Ultra Ego

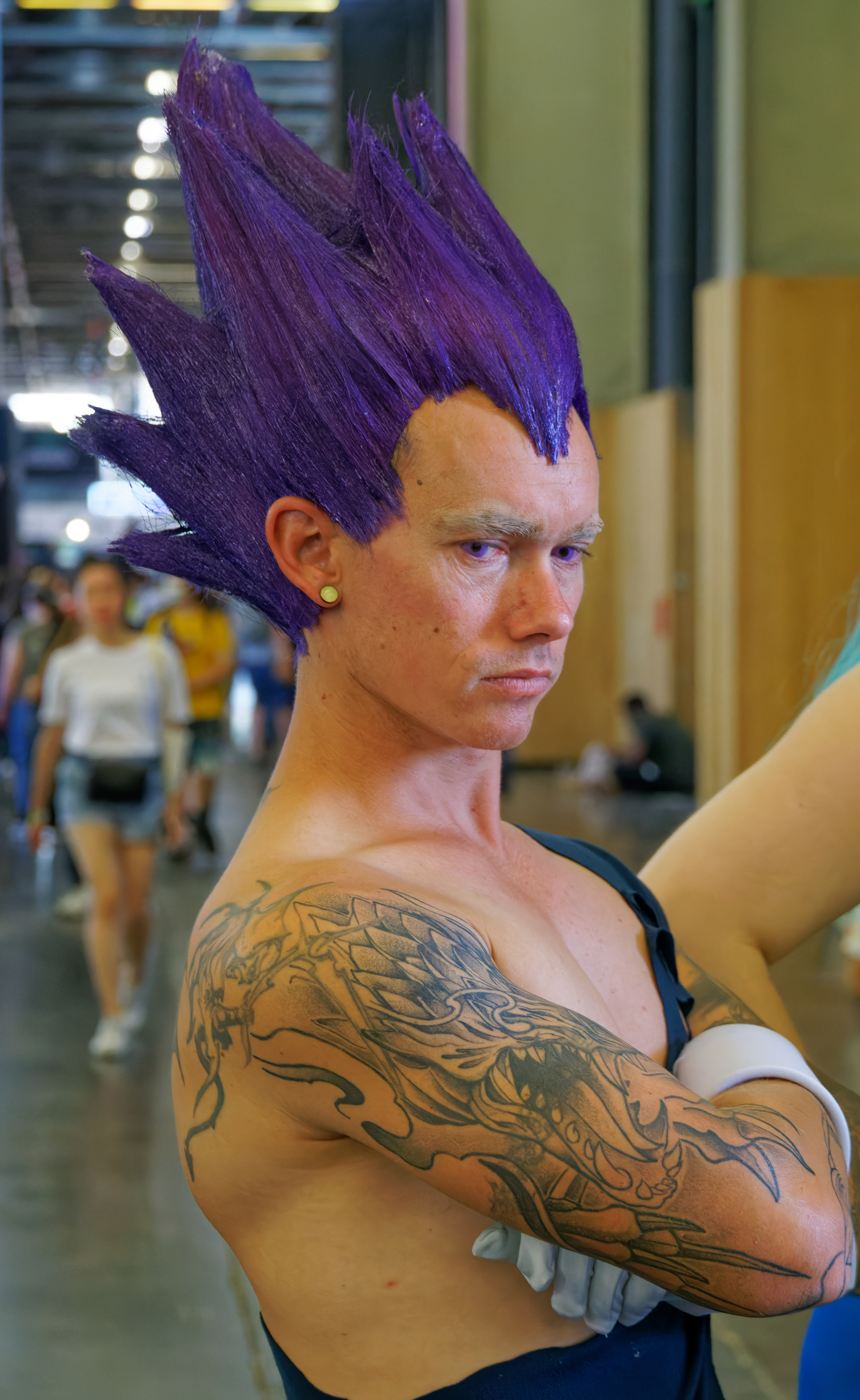
Cosplay de Vegeta en Ultra Ego à la Japan Expo 2022, en Île-de-France.

### Tsuibi kienzan
Tsuibi kienzan (追尾気円斬, littéralement « Rayon tranchant mortel ») est utilisée par Freezer. Elle consiste à lancer deux Kienzan de couleur pourpre qui poursuit l'adversaire mais cette technique se retourna contre lui coupant ainsi Freezer en deux. Plus tard, Freezer n'utilisera plus cette technique car elle consomme trop de ki.

## U

### Udebunri kôgeki
Udebunri kôgeki (, littéralement « Attaque de la boule humaine ») est une technique phare de Majin Boo. Il serre ses jambes autour de ses mains et attaque l'adversaire comme une boule, cette attaque est incroyablement rapide et précise. C'est avec cette technique qu'il détruira le palais de Dendé.

### Ultra Instinct

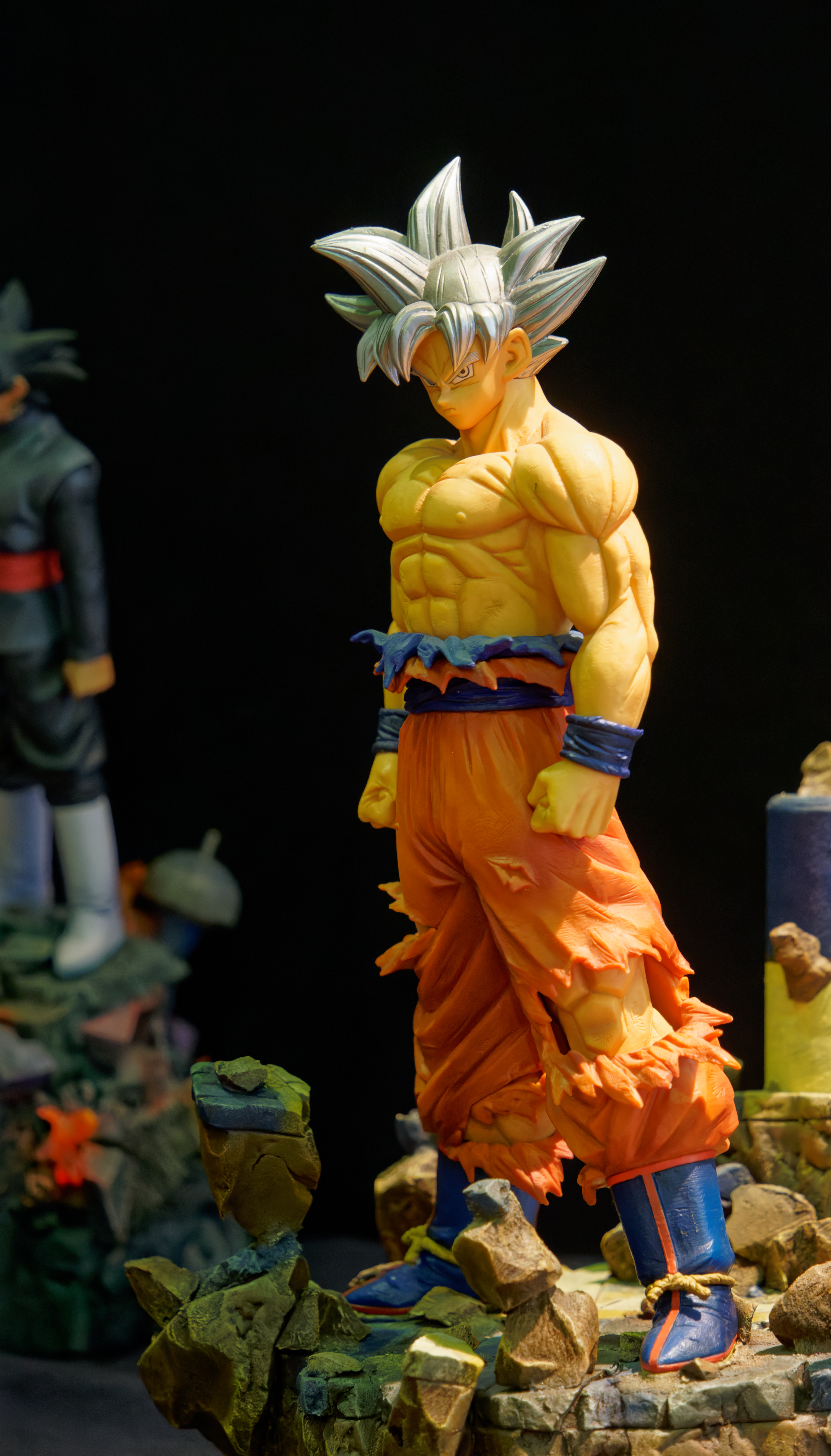
Figurine de Son Goku en Ultra Instinct à la Made in Asia 2022, à Bruxelles.

L'Ultra Instinct (身勝手の極意, Migatte no gokui, litt. « Maîtrise des mouvements instinctifs ») est une capacité que maîtrisent difficilement ses utilisateurs. Selon Whis, Beerus est le seul connu qui maîtrise cette forme, à 70 %. Whis, qui maîtrise également cette capacité, explique que cet état permet à ce que les mouvements de l'utilisateur soient instinctifs, et il faut un contrôle total de son corps pour parvenir à l'Ultra Instinct, sans se référer au système nerveux. Ainsi, l'utilisateur « vide » sa pensée, puis donne des coups précis sans même réfléchir, et les attaques adverses peuvent être anticipées et parées à l'occasion, en ne se fiant qu'à l'instinct.
Toutefois, cette capacité n'est pas propre aux Saiyans, mais Son Goku est le premier Saiyan à avoir éveillé cet état, grâce à ses pouvoirs divins. Si le Genki Dama a été l'élément déclencheur selon les dires de Whis, dans le manga c'est Tortue Géniale qui aide Son Goku à atteindre ce stade lors du Tournoi du Pouvoir, en lui disant de se remémorer tous les conseils de ses anciens maîtres.
Dans le manga, l'Ultra Instinct existe déjà, lorsque Beerus en fait la démonstration lors du combat entre les douze dieux de la destruction, mais l'auteur ne lui donne aucun nom plus précis.[réf. nécessaire]

#### Ultra Instinct «signe»
L’Ultra Instinct « signe » (身勝手の極意 · “兆”, Migatte no gokui · « Kizashi »), également orthographié Ultra-Instinct, est la première forme de l'Ultra Instinct que Son Goku génère lors de son combat contre Jiren, dans Dragon Ball Super.
Lorsque Son Goku atteint ce stade, son corps reste le même, mais son apparence change quelque peu. Ses cheveux sont toujours noirs, mais ceux-ci sont légèrement redressés. Ses yeux changent également de couleurs et deviennent gris argentés avec une lueur blanche. Il dégage ensuite une énorme quantité d'énergie de son corps, son aura bleu constituée de reflets blancs, est définie comme une source de chaleur.
Cependant, cette forme est plutôt affiliée à un état, car il est nécessaire d'avoir une maîtrise intégrale de sa propre énergie.
Elle apparaît pour la première fois lors de l'arc « Survie de l'Univers ». Son Goku est le premier personnage de la série qui atteint ce niveau, lors de son combat contre Jiren. Il atteint ce stade en s'apercevant que ce dernier est plus puissant que lui. Il demande alors à ses camarades de l'univers 7 de lui transmettre leurs énergies afin de créer un Genkidama. Il l'envoie alors sur le Pride Trooper, qui le lui retourne. Son Goku, n'ayant plus d'énergie, se prend alors sa propre attaque, mais en frôlant la mort, il brise sa coquille, lui permettant de libérer son plein potentiel.
Plus tard, Whis précise ne pas connaître ce que l'aura de chaleur autour de Son Goku signifie. De son côté, le Saiyan ne maîtrise pas encore totalement cette forme, n'arrivant pas à l'utiliser parfaitement. Son corps se défend automatiquement, mais lorsqu'il attaque, il est incapable de tirer parti de ce pouvoir, car il réfléchit trop avant d'agir.
Il l'utilise de nouveau contre Kefla, lorsqu'il n'a plus d'énergie et ressent l'énergie colossale de la guerrière qui rivalisait presque avec la technique du Genkidama qu'il a utilisé précédemment contre Jiren.

#### Ultra Instinct «forme complète»
L’Ultra Instinct « forme complète » (身勝手の極意 · “完成形”, Migatte no gokui · « kansei katachi ») est la transformation que Son Goku obtient lorsqu'il parvient à combler ses insuffisances aux combats dans la maîtrise complète de ses mouvements instinctifs.
Sous cette forme, les cheveux et l'aura de Son Goku changent de couleur, passant à une couleur argentée mais ses yeux conservent leur couleur gris-argentée sauf qu'ils brillent plus qu'avant. Les réflexes de Son Goku sont accrus, il donne des coups nettement plus puissants et invisibles, semblables aux coups de Hit lorsqu'il a recours à sa technique, le « Saut du temps » et cela lui permet d'attaquer et de se défendre sans réfléchir.
Cependant, la forme complète de l'Ultra Instinct possède un inconvénient majeur et risqué. En effet, cette technique nuit complètement à l'état physique de son utilisateur, car elle a un temps d'utilisation limité. Lorsque cette limite est atteinte, elle provoque d'horribles douleurs et brûlures sur tout le corps, ce qui affaiblit le Saiyan et le vide beaucoup plus rapidement de son énergie.

### Ultra Smash Boo-Boo Volley Ball
Ultra Smash Boo-Boo Volley Ball (激突ウルトラブウブウバレーボール, Gekitotsu urutora Buu Buu barēbōru) est une des nombreuses techniques de Gotenks utilisée contre Boo. Une fois Boo enfermé dans une série de Super Doughnuts et la forme de cette prison de beignets rappelant un ballon, Gotenks demande à Piccolo de l'aider à simuler un match de volley-ball, celui-ci faisant la passe à Gotenks pour lui permettre de faire un smash.

### Ultra Missile Perfect
Ultra Missile Perfect (ウルトラミサイルパフェ, Urutora misairu pafe, littéralement « Ultra Missile Parfait ») est une des nombreuses techniques de Gotenks utilisée contre Boo.

### Uranai
Uranai (占い, littéralement « Prémonition ») est le pouvoir magique de Baba. Elle lui permet d'afficher à travers sa boule de cristal tout ce que l'on recherche.

## W

### Wahaha no ha
Wahaha no ha (ワハハノ波, littéralement « Vague diabolique ») est la technique utilisée par Abo Cado dans Dragon Ball : Salut ! Son Gokû et ses amis sont de retour !!.

## Y

### Yoïko min-min ken
Yoïko min-min ken (よいこ眠眠拳, littéralement « Dodo l’enfant do ») est utilisée par Kamé Sennin lors de son combat contre Son Goku lors de la finale du 21e Tenkaichi Budokai. Cette technique, ressemblant à de l'hypnose, consiste à chanter une berceuse afin d'endormir son adversaire. Celui-ci ne se réveillera que lorsque le chanteur l'aura décidé.
Son Goku en sera victime mais sera réveillé par Bulma qui lui criera in extremis de la fin du décompte de l'arbitre que l'heure du dîner est arrivé ce qui réveillera automatiquement Son Goku grâce à son appétit d'ogre.

#### Tomes de l’édition simple
1. ↑  Dragon Ball (édition simple) – Tome 22
2. ↑  Dragon Ball (édition simple) – Tome 20
3. ↑  Dragon Ball (édition simple) – Tome 31

#### Tomes de laPerfect Edition
1. 1 2  Dragon Ball (Perfect Edition) – Tome 14

#### Épisodes deDragon Ball
1. ↑  Dragon Ball – Épisode 100
2. ↑  Dragon Ball – Épisode 146

#### Épisodes deDragon Ball Z
1. ↑  Dragon Ball Z – Épisode 29
2. ↑  Dragon Ball Z – Épisode 25
3. ↑  Dragon Ball Z – Épisode 4
4. ↑  Dragon Ball Z – Épisode 5
5. ↑  Dragon Ball Z – Épisode 126
6. ↑  Dragon Ball Z – Épisode 152

#### Épisodes deDragon Ball Z Kai
1. ↑  Dragon Ball Z Kai – Épisode 3
2. ↑  Dragon Ball Z Kai – Épisode 59

#### Édition simple
- Akira Toriyama (trad. du japonais par Kiyoko Chappe), Dragon Ball [« ドラゴンボール »], t. 20 : Yajirobé, Grenoble, Glénat, coll. « Shônen »,‎ 24 avril 1996, 11,5 × 18 cm, couverture couleur, broché (ISBN 978-2-7234-1923-9 et 2-7234-1923-1, ISSN 1253-1928, présentation en ligne)
- Akira Toriyama (trad. du japonais par Kiyoko Chappe), Dragon Ball [« ドラゴンボール »], t. 22 : Zabon et Doria, Grenoble, Glénat, coll. « Shônen »,‎ 21 août 1996, 11,5 × 18 cm, couverture couleur, broché (ISBN 978-2-7234-1865-2 et 2-7234-1865-0, ISSN 1253-1928, présentation en ligne)
- Akira Toriyama (trad. du japonais par Kiyoko Chappe), Dragon Ball [« ドラゴンボール »], t. 31 : Cell, Grenoble, Glénat, coll. « Shônen »,‎ 22 avril 1998, 11,5 × 18 cm, couverture couleur, broché (ISBN 978-2-7234-2349-6 et 2-7234-2349-2, ISSN 1253-1928, présentation en ligne)

#### Perfect Edition
- Akira Toriyama (trad. du japonais par Fédoua Thalal), Dragon Ball [« ドラゴンボール »], t. 14, Grenoble, Glénat, coll. « Shônen »,‎ 18 mai 2011, 232 p., 14,5 × 21 cm, couverture couleur, broché (ISBN 978-2-7234-7886-1 et 2-7234-7886-6, ISSN 1253-1928, présentation en ligne)

#### Autre livre
- Akira Toriyama (trad. du japonais par Olivier Huet), Le Dictionnaire de Dragon Ball, Grenoble, Glénat, coll. « Art of », 3 novembre 1999, 312 p., 18,8 × 26,3 cm, couverture couleur, broché (ISBN 978-2-7234-2945-0 et 2-7234-2945-8, OCLC 422071415, BNF 39110010, présentation en ligne)